# 1955
Het jaar 1955 is een jaartal volgens de christelijke jaartelling.

## Gebeurtenissen
januari
- 7 - Een week na de oprichting begint de Surinaamse Luchtvaart Maatschappij een binnenlandse lijndienst tussen Paramaribo en Moengo met twee toestellen van het type Cessna 170B.
- 17 - De eerste atoomonderzeeër, de Nautilus, vaart uit.

februari
- 3 - Eerste uitzending op de Nederlandse televisie (door de KRO) van het kinderprogramma Dappere Dodo.
- 5 - De Franse regering van Pierre Mendès France treedt af als haar plannen voor onderhandelingen met de Algerijnse nationalisten worden afgewezen door de Nationale Vergadering.
- 8 - Malenkov treedt af als premier van de Sovjet-Unie en wordt opgevolgd door Nikolaj Boelganin.
- De 2.55 van Chanel wordt uitgegeven.

maart
- 2 - Tijdens een talentenjacht wordt Johnny Jordaan eerste en Tante Leen tweede. Voor beiden is dit de start van hun carrière. De wedstrijd is georganiseerd door platenmaatschappij Bovema om de Stem van de Jordaan te vinden.
- 12 - Openingsceremonie van de tweede Pan-Amerikaanse Spelen, gehouden in Mexico-Stad.
- 18 - In zijn openingstoespraak van de Bandungconferentie introduceert Sukarno de term Derde wereld.
- 26 - Een mars op Brussel voert de spanning rond de tweede schoolstrijd verder op.
- 31 - In Amsterdam breekt een staking uit onder het trampersoneel, waarbij de vuilnisophalers zich aansluiten. De vierduizend stakers eisen hoger loon en betere arbeidsomstandigheden, maar krijgen alleen steun van de communistische Eenheids Vakcentrale. Zestig mannen worden ontslagen, en na vijf dagen gaat de rest weer aan het werk.

april
- 1 - Op Cyprus breekt een opstand uit van de EOKA van kolonel Grivas, die enosis wil: aansluiting bij Griekenland.
- 3 - In Sclessin bij Luik breekt brand uit in Cinema Rio. Hierbij vallen 39 doden, waaronder 22 kinderen.
- 5 - Winston Churchill treedt af als eerste minister van het Verenigd Koninkrijk.
- 6 - In de Nederlandse plaats Bussum brandt studio Irene af.
- 11 - Nadat een aantal Koreaanse vechtsporten zich heeft verenigd, wordt de naam Taekwondo geïntroduceerd.
- 12 - De arts Jonas Salk maakt de uitvinding bekend van het Salkvaccin tegen polio.
- 15 - De handelsreiziger Ray Kroc begint met de uitbouw van een serie fastfoodrestaurants onder de naam McDonald's.
- 20 - Eerste aflevering van Swiebertje (met Joop Doderer in de hoofdrol) op de Nederlandse televisie.
- 24 - Ondertekening van het pact van Bandung door de deelnemers aan de conferentie van Afro-Aziatische landen. Kolonialisme, neo-kolonialisme en imperialisme worden veroordeeld. De jonge naties in de derde wereld beloven meer samen te werken.

mei
- 5 - Inwerkingtreding van de Verdragen van Parijs. De geallieerde bezettingszones in West-Duitsland worden opgeheven en de Duitse Bondsrepubliek treedt toe tot de NAVO.
- 7 - De Belgische diplomaat Louis Goffin wordt de eerste secretaris-generaal van de West-Europese Unie (WEU).
- 14 - In de Poolse hoofdstad wordt het Warschaupact gesloten.
- 20 - In Den Haag legt Zafrullah Khan, oud-president van het Internationale Gerechtshof, de eerste steen van de Mobarak-moskee. Het wordt de eerste moskee in Nederland. Ze is vooral bestemd voor diplomaten en personeel van internationale organen.
- 26 - De ex-wereldkampioen Formule I-racen Alberto Ascari verongelukt in zijn Ferrari tijdens een testrit op het circuit van Monza.
- 29 - Op een mooie Pinksterdag ontstaat de eerste file in Nederland op het knooppunt Oudenrijn.

juni
- 2 - Tierpark Berlin Friedrichsfelde wordt geopend.
- 3 - De regeringspartijen in Nederland aanvaarden een compromisvoorstel van informateur Burger, waarmee een einde komt aan de Huurwetcrisis.
- 4 - Feestelijke intocht in de Amsterdamse Spaarndammerbuurt van het olifantje Murugan, aan de hoofdstad geschonken door de Indiase premier Nehru.
- 11 - Bij een ramp tijdens de 24 uur van Le Mans verongelukt een coureur waarbij onderdelen van zijn wagen in het publiek terechtkomen. Hierdoor en door de vlammenzee komen meer dan 80 toeschouwers om het leven.
- 12 - De onlangs vrijgelaten Cubaanse opstandeling Fidel Castro maakt de oprichting bekend van de Beweging van de 26ste juli.
- 21 - Het eerste Nijntjeboek kwam uit.

juli
- 7 - In Le Hâvre gaat de 42e Ronde van Frankrijk van start, met voor het eerst na de Tweede Wereldoorlog ook deelnemers uit West-Duitsland.
- 13 - Uniek moment in de Tour de France voor Nederland, na afloop van de 7e etappe hebben we een Nederlander in de gele trui, de groene trui en een ritwinnaar die dag. Respectievelijk Wim van Est (geel), Wout Wagtmans (groen) en Jos Hinsen (dagwinnaar) beleven een goede dag.
- 15 - De Haagse Conferentie voor Internationaal Privaatrecht krijgt met de installatie van een secretariaat een permanent karakter. De zittingen zullen voortaan elke vier jaar worden gehouden.
- 17 - Disneyland in Anaheim, Californië opent zijn deuren.
- 29 - Nadat de Belgische arbeiders enkele zaterdagen hebben gestaakt, wordt overeengekomen toe te werken naar een vrije zaterdag.

augustus
- 7 - Sony brengt de transistorradio op de markt.
- 28 - De racistische Moord op Emmett Till in de Amerikaanse staat Mississippi leidt tot grote verontwaardiging en vergroot de spanning in het zuiden van de USA tussen zwart en blank.

september
- 10 - Japan treedt toe tot de GATT.
- 16 - Staatsgreep in Argentinië waarbij President Juan Perón wordt afgezet.
- 26 - de Beurs van Wall Street beleeft de grootste koersval sinds 1929.
- 30 - Hollywoodster James Dean verongelukt in zijn Porsche 550.

oktober
- 2 - Toon Hermans geeft in het sanatorium Hoog Laren de eerste Nederlandse onemanshow.
- 5 - Première op Broadway van The Diary of Anne Frank.
- 6 - De Franse autofabrikant Citroën introduceert de Citroën DS
- 9 - Eerste trekking van de Duitse Lotto.
- 26 - Met de ondertekening van het Staatsvertrag wordt de bezetting van Oostenrijk opgeheven. Ook de Sovjet-Unie trekt zich uit Wenen terug. Het land moet echter beloven neutraal te blijven. Tot op de dag van vandaag is dit de nationale feestdag van Oostenrijk.
- 26 - Uitroepen van de Republiek Vietnam (Zuid-Vietnam)
- 28 - Prins Bernhard opent de Surinaamse Brouwerij, gebouwd voor het brouwen van Parbo Bier.
- 30 - Jommeke, de stripfiguur van Jef Nys, verschijnt voor het eerst in druk.
- oktober - Gheorghiu-Dej treedt af als premier van Roemenië, maar behoudt grote macht als partijsecretaris. Er is verzet tegen de opgedrongen rol als graan- en olieleverancier van de Sovjet-Unie. De nieuwe premier is Chivu Stoica.

november
- 1 - De Amerikaanse regering benoemt een team van militaire adviseurs die de Zuid-Vietnamese regering moeten helpen bij het onderdrukken van de communistische guerrilla. In de VS wordt deze datum beschouwd als het beginpunt van de Vietnamoorlog.
- 6 - De Raad van Europa maakt de keuze bekend van een ontwerp voor een Europese vlag.
- 22 - De Sovjet-Unie brengt haar eerste waterstofbom tot ontploffing.
- 24 - Eerste proefvlucht van het nieuwe toestel van Fokker: de Fokker Friendship.
- 26 - In Montreal loopt het eerste containerschip van stapel: de Clifford J. Rogers.

december
- 1 - Op 1 december 1955 weigerde Rosa Parks om haar zitplaats in het zwarte gedeelte van een bus af te staan aan witte passagiers toen het witte gedeelte vol raakte, zoals de wet in Alabama dat toen voorschreef. De politie werd erbij geroepen en Parks kreeg een boete van $10 (plus $4 griffiekosten). Toen ze weigerde te betalen, werd ze gearresteerd en in februari 1956 berecht voor verstoring van de openbare orde.
- 8 - In Nederland wordt het kleuteronderwijs wettelijk geregeld. Het Rijk gaat de bekostiging overnemen van gemeentes en kerken, maar gaat ook toezicht uitoefenen en stelt eisen aan personeel en gebouwen.
- 20 - Inwijding Adventskerk te Zoetermeer

zonder datum
- In Zuid-Afrika wordt het Nederlands als officiële taal vervangen door het Afrikaans. Beide talen blijven door de Zuid-Afrikaanse grondwet beschouwd als synoniemen.
- De Nederlandse taal wordt verrijkt met het woord nozem.
- In het blindeninstituut te Grave wordt het gesproken boek in productie genomen. Het is bedoeld voor mensen die op latere leeftijd blind zijn geworden en het brailleschrift niet meer kunnen leren.

## Muziek

### Klassiek
- Leonard Bernstein componeert On the Waterfront Symphonic Suite voor orkest
- februari: eerste uitvoering van Strijkkwartet nr. 4 van Vagn Holmboe
- 15 februari: eerste uitvoering van Danspreludes van Witold Lutosławski (klarinet/piano)
- 13 maart: eerste uitvoering van En munter uvertyr van Bo Linde
- 19 juli, eerste uitvoering van Gerald Finzi's Celloconcert opus 40
- 7 oktober, eerste uitvoering van Thema en zeven variaties en coda van Uuno Klami
- 20 november, eerste uitvoering van Benjamin Brittens Hymn to St Peter
- 20 november, eerste uitvoering van Stanley Bates Symfonie nr. 4
- 5 december, eerste uitvoering van Sinfonia in memoriam van Vagn Holmboe

### Populaire muziek
De volgende platen worden hits:
- Amboina Serenaders – Goro, Goro, Gore ne
- Annie de Reuver – Harmonica Jim
- Art Mooney – Honeybabe
- The Bee Bee Sisters – Playmates
- Bill Haley & His Comets – Shake, Rattle and Roll
- Black & White – Boom, Boom, Boomerang, Cuculino, Mr. Sandman en The Naughty Lady of Shady Lane
- The DeCastro Sisters – 'Boom, Boom, Boomerang
- Caterina Valente – Fiesta Cubana
- Claude Robin – Ave Maria no Morro
- The Crew Cuts – Ko-ko-mo
- Dutch Swing College Band - Doctor Jazz
- Eddy Christiani – Hoe je Heette, Dat Ben ik Vergeten
- The Four Aces – Mr. Sandman
- Georgia Gibbs – I Love Paris en Tweedle Dee
- Joan Weber – Let me go Lover
- Johan Willem Friso Kapel – Het Meisje Uit Mijn Dorpje
- De Straatzangers – Aan Het Strand Stil en Verlaten
- Johnny Jordaan – Bij Ons in de Jordaan, De Afgekeurde Woning, Johnny's Potpourri en Jordaanwals
- Maria Zamora – Mama, el Baion
- Max van Praag – Ci-Ciu-ci
- Mitch Miller – The Yellow Rose of Texas
- Trio Los Paraguayos – Malagueña
- Peggy King – Make Yourself Comfortable
- Pérez Prado – Cherry Pink And Apple Blossom White
- Slim Whitman – Rose Marie
- De Spelbrekers – C'est Magnifique
- Truus Koopmans & Dick Doorn – Een Recht en Een Averecht
- Vera Lynn – Addio Amore
- Willem Parel – Poen

## Beeldende kunst

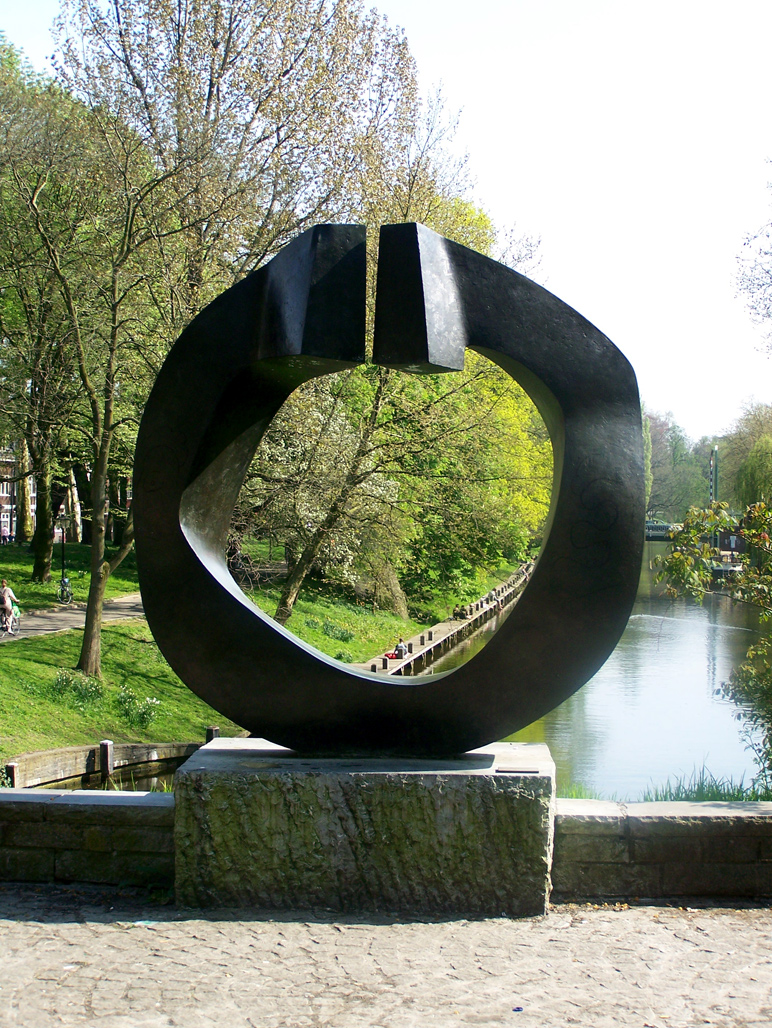
Grand astre (1955) André Ramseyer. In 1974 geplaatst op het Geertebolwerk, Utrecht
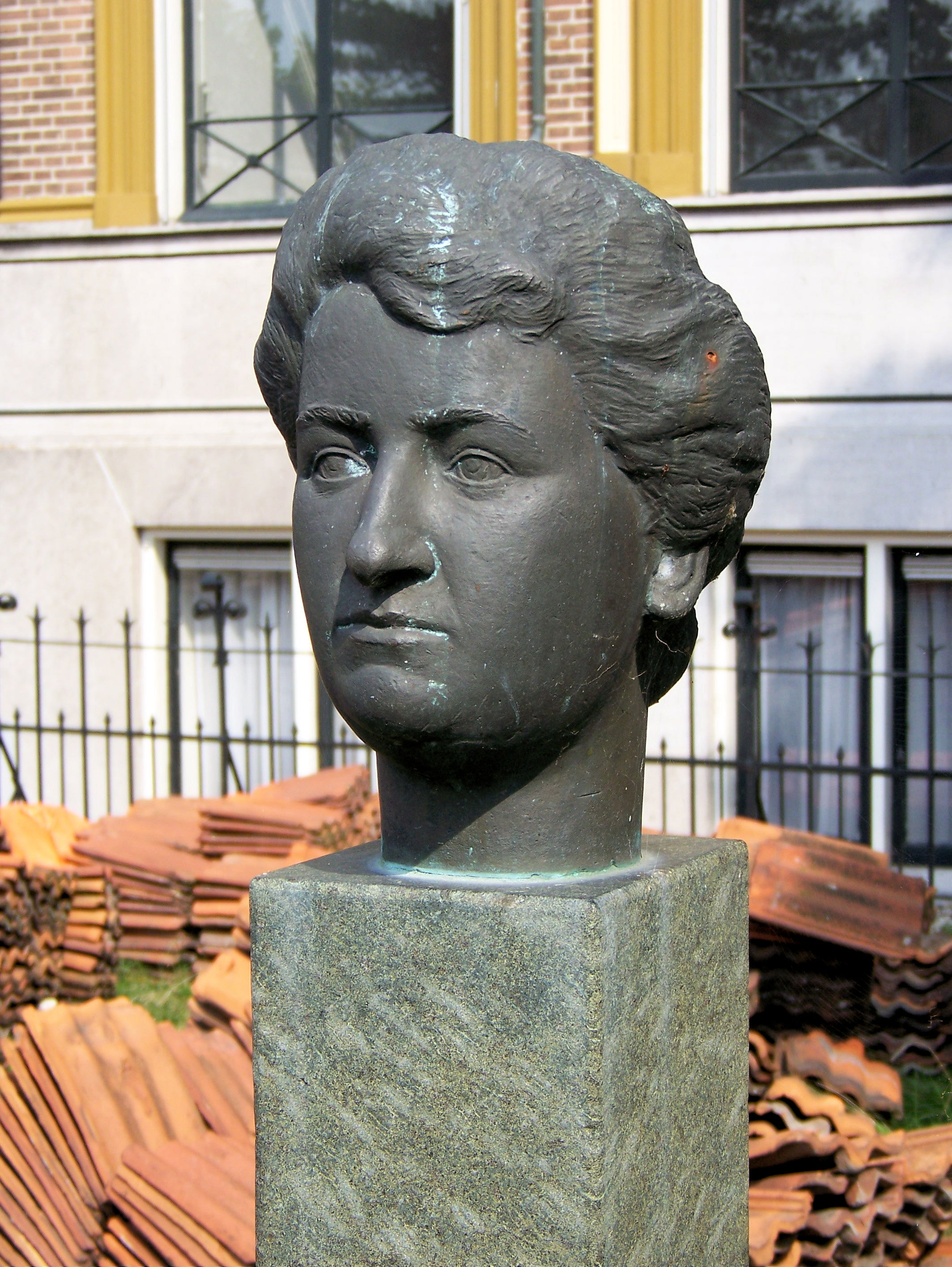
Aletta Jacobs (1955) Thees Meesters, Sappemeer

## Bouwkunst

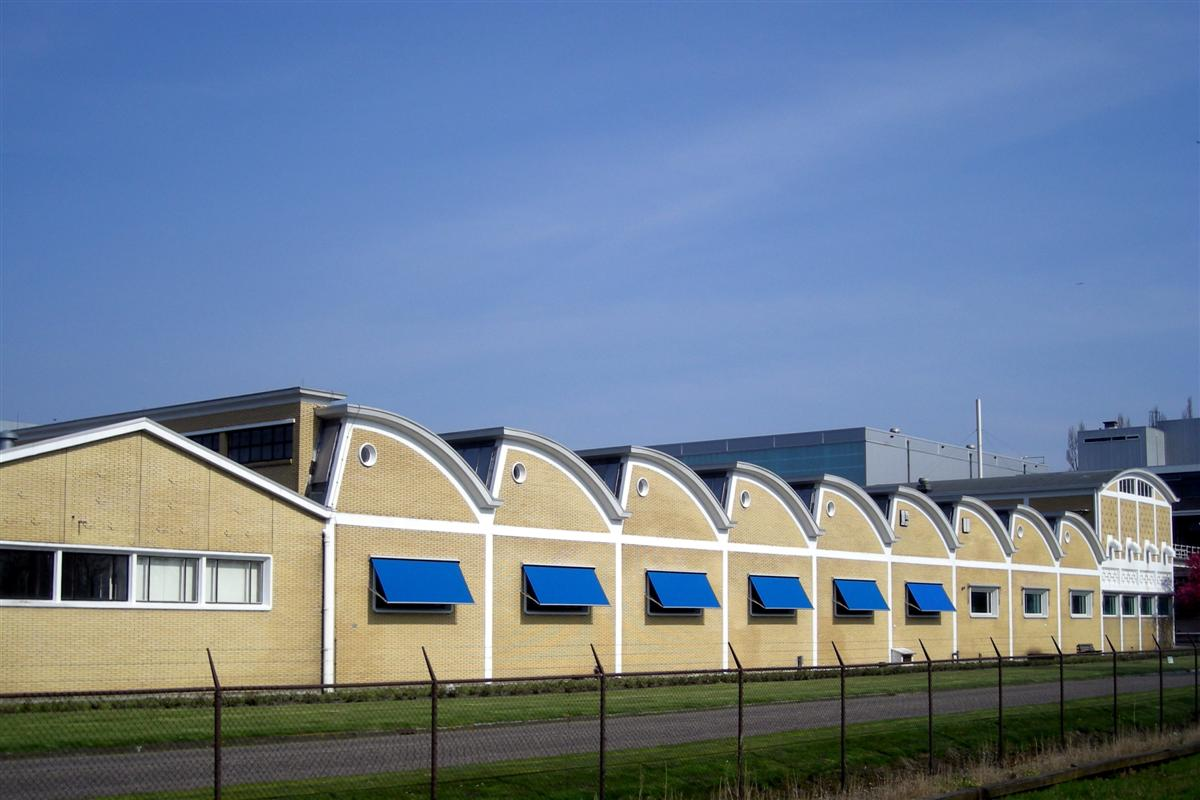
Tonnemafabriek, Sneek (1955) Johannes Albertus Boer

## Geboren

### januari

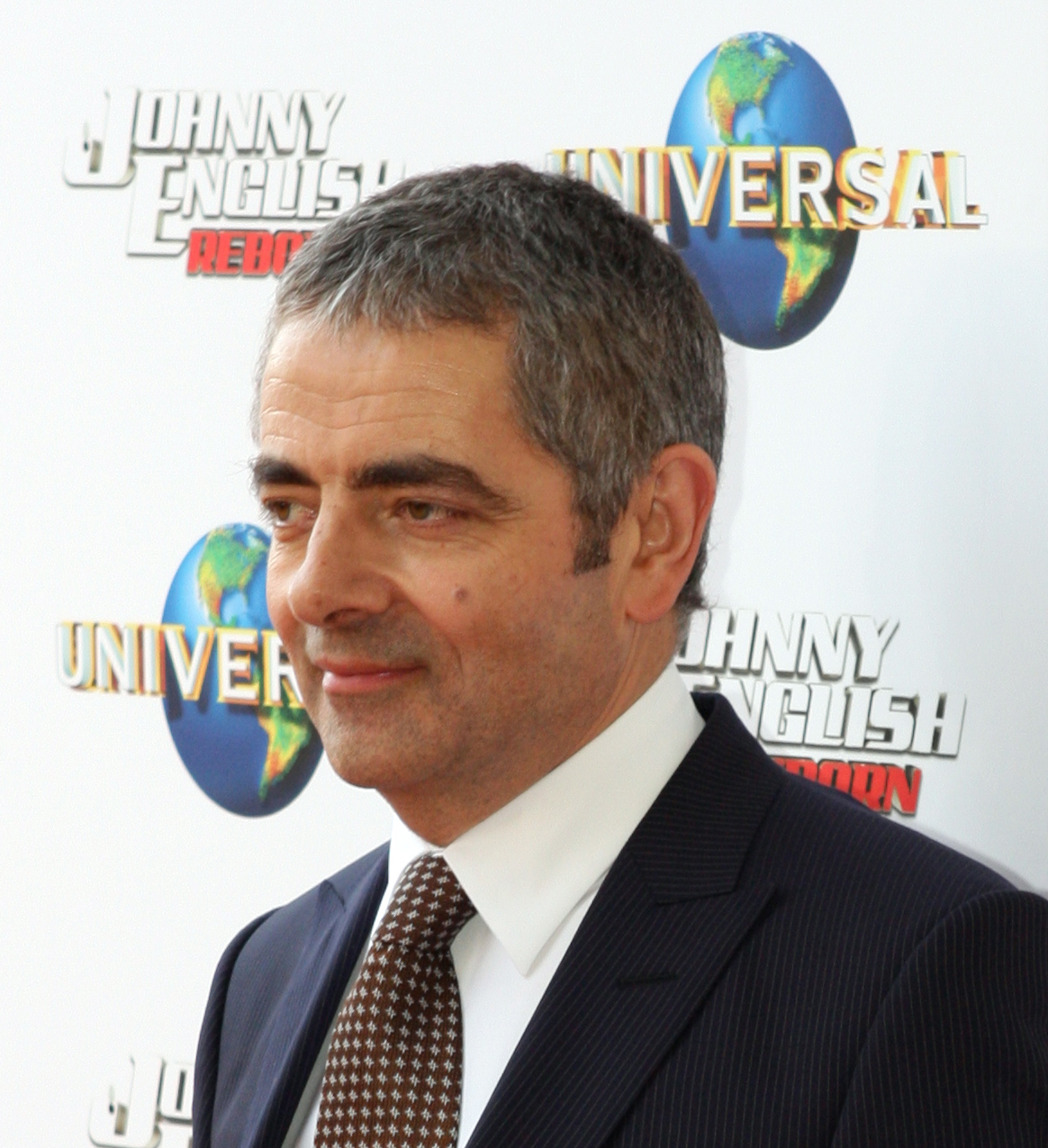
Rowan Atkinson,
geboren op 6 januari

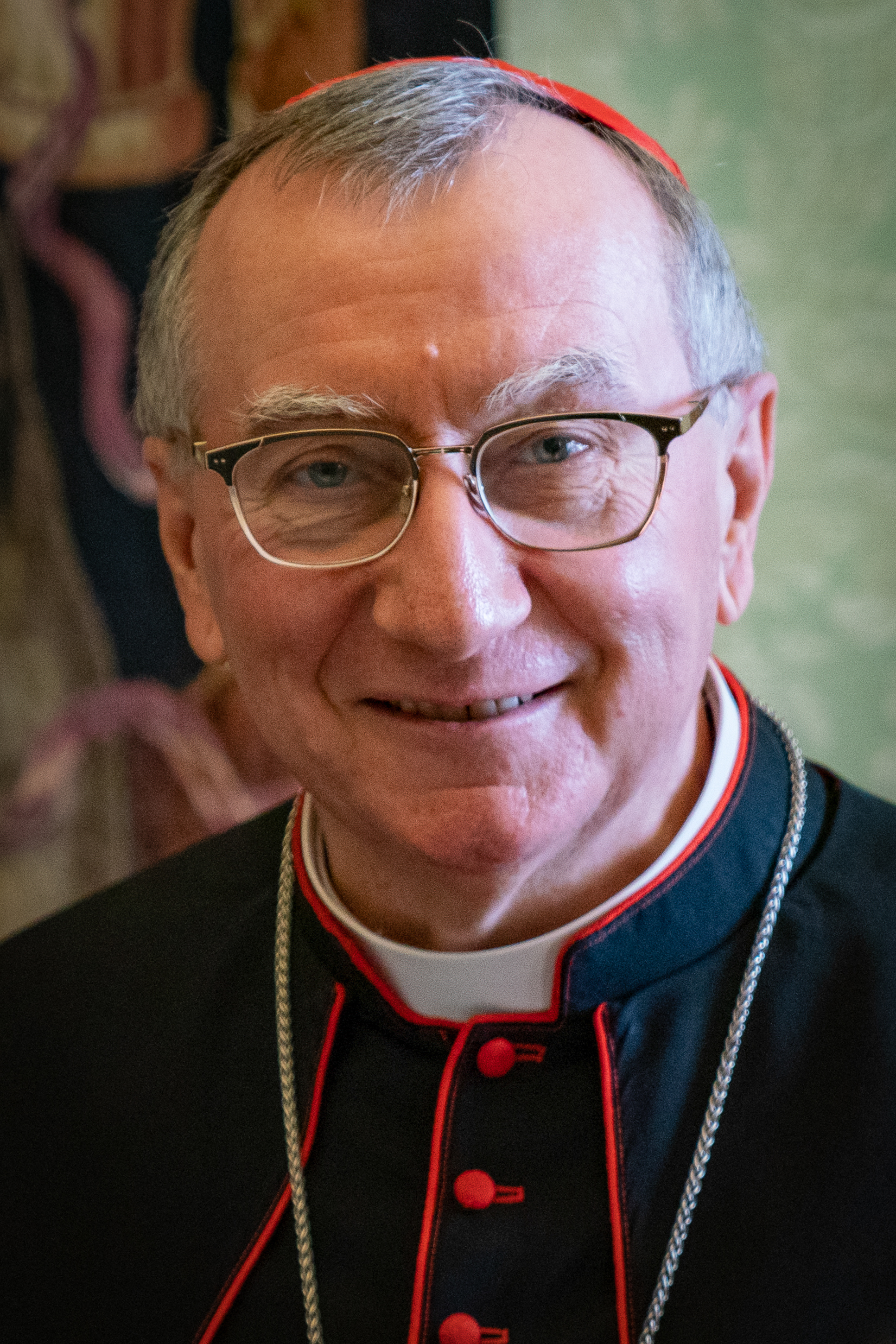
Pietro Parolin,
geboren op 17 januari

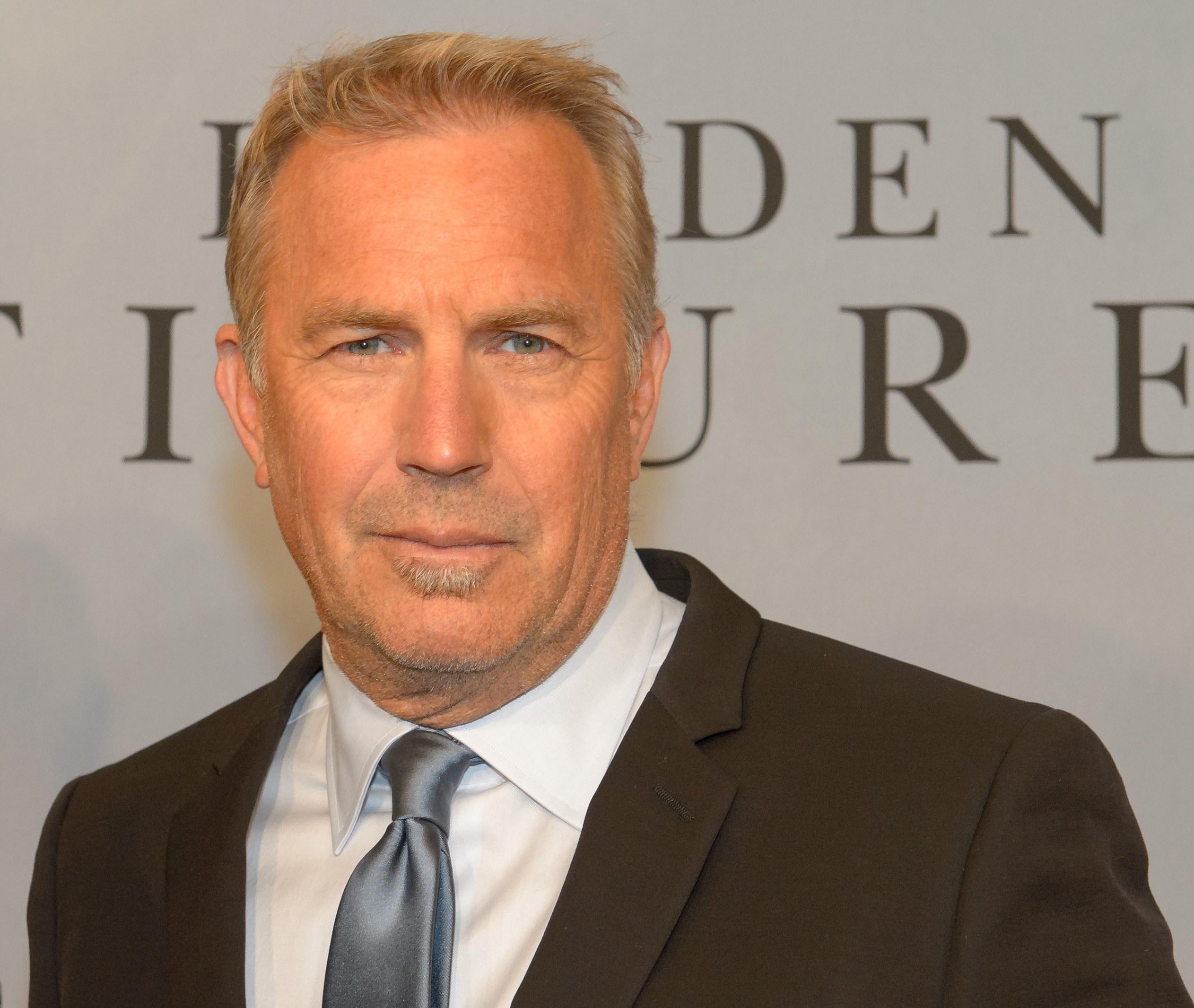
Kevin Costner,
geboren op 18 januari

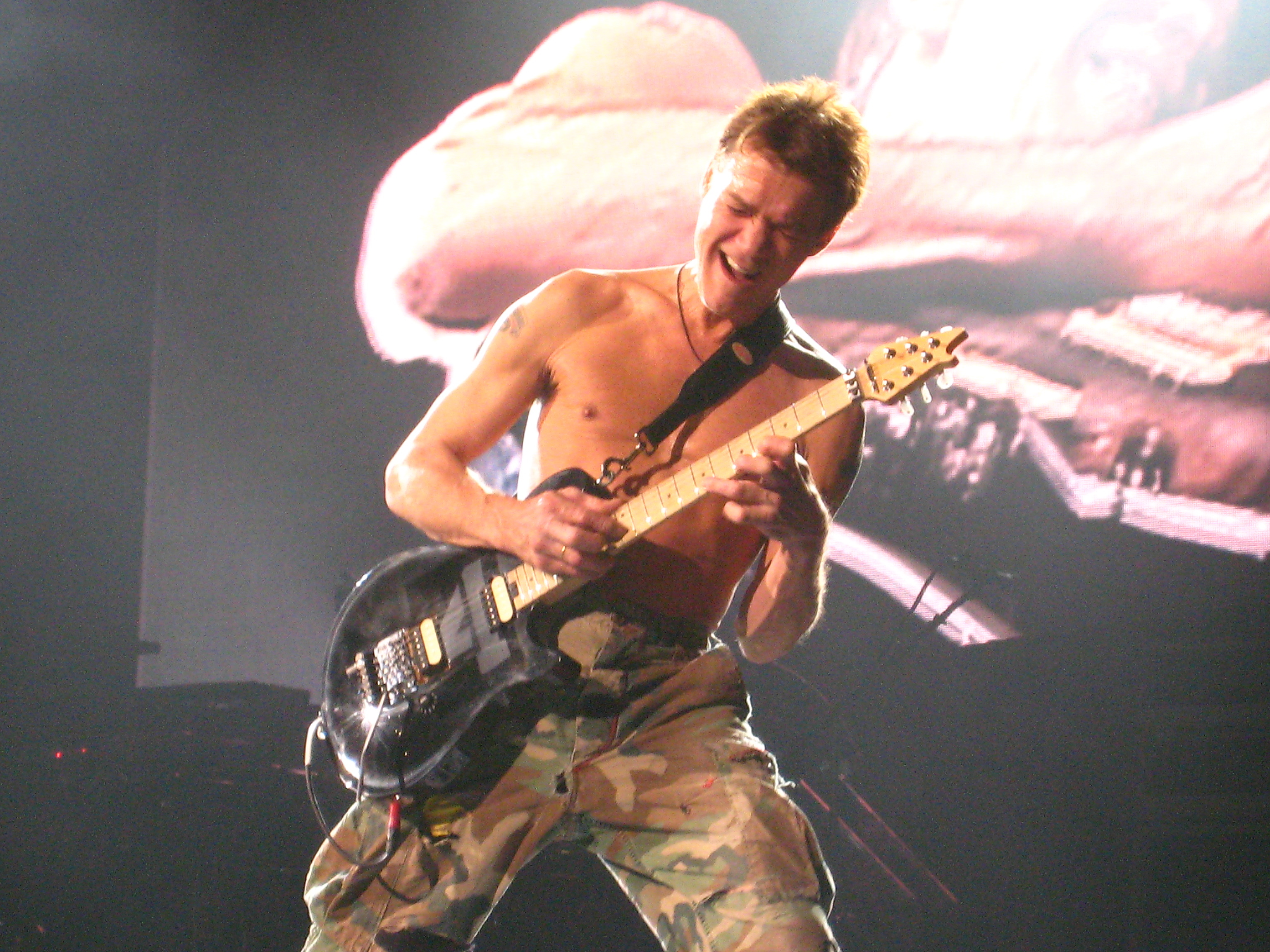
Eddie Van Halen,
geboren op 26 januari

- 1 - Mary Beard, Brits classica en hoogleraar
- 1 - Simon Schaffer, Brits wetenschapshistoricus
- 2 - Agathonas Iakovidis, Grieks zanger (overleden 2020)
- 4 - Mark Hollis, Brits componist, muzikant en zanger-liedschrijver (overleden 2019)
- 5 - Ella Kalsbeek, Nederlands politica
- 6 - Rowan Atkinson, Brits acteur en komiek (Mr. Bean)
- 6 - Patrick Lefevere, Belgisch wielrenner en ploegleider
- 7 - Belinda Meuldijk, Nederlands schrijfster en songwriter
- 7 - An Nelissen, Vlaams actrice
- 8 - Karl-Heinz Bußert, Oost-Duits roeier
- 9 - Haroetjoen Chatsjatrjan, Armeens filmregisseur en -producent
- 10 - Choren Hovhannesjan, Sovjet-Armeens voetballer en trainer
- 10 - Michael Schenker, Duits gitarist
- 10 - Franco Tancredi, Italiaans voetballer
- 11 - Henk van Santen, Nederlands voetballer (overleden 2019)
- 12 - Jan van Houwelingen, Nederlands wielrenner
- 12 - Klaas Lok, Nederlands atleet
- 13 - Eduardo Bonvallet, Chileens voetballer en voetbalcoach (overleden 2015)
- 13 - Paul Kelly, Australisch singer-songwriter
- 13 - Jay McInerney, Amerikaans schrijver
- 14 - Dominique Rocheteau, Frans voetballer
- 15 - Viviane De Pré, Belgisch atlete
- 15 - Alberto Fernández Blanco, Spaans wielrenner (overleden 1984)
- 15 - Kyriacos Mavronicholas, Cypriotisch Europarlementariër
- 17 - Hans de Boer, Nederlands ondernemer en werkgeversvoorzitter (overleden 2021)
- 17 - Steve Earle, Amerikaans singer-songwriter
- 17 - Pietro Parolin, Italiaans kardinaal
- 17 - Susanne Uhlen, Duits actrice en regisseuse
- 18 - Kevin Costner, Amerikaans acteur en regisseur
- 18 - Hans van Tongeren, Nederlands acteur (overleden 1982)
- 19 - Simon Rattle, Engels dirigent
- 19 - Michiel Romeyn, Nederlands acteur en televisieprogrammamaker (Jiskefet)
- 19 - Erwina Ryś-Ferens, Pools langebaanschaatsster (overleden 2022)
- 21 - Jeff Koons, Amerikaans beeldend kunstenaar
- 21 - Anneke de Roo, Nederlands zangeres
- 21 - Willeke de Roo, Nederlands zangeres (overleden 2000)
- 22 - Marloes Krijnen, Nederlands politicoloog en museumdirecteur
- 25 - Alim Asjirov, Russisch voetballer (overleden 1979)
- 26 - Eddie van Halen, Nederlands-Amerikaans gitarist van Van Halen (overleden 2020)
- 27 - Tony Duchateau, Belgisch atleet
- 27 - Walter Grootaers, Vlaams zanger en presentator
- 29 - Liam Reilly, Iers zanger (overleden 2021)

### februari

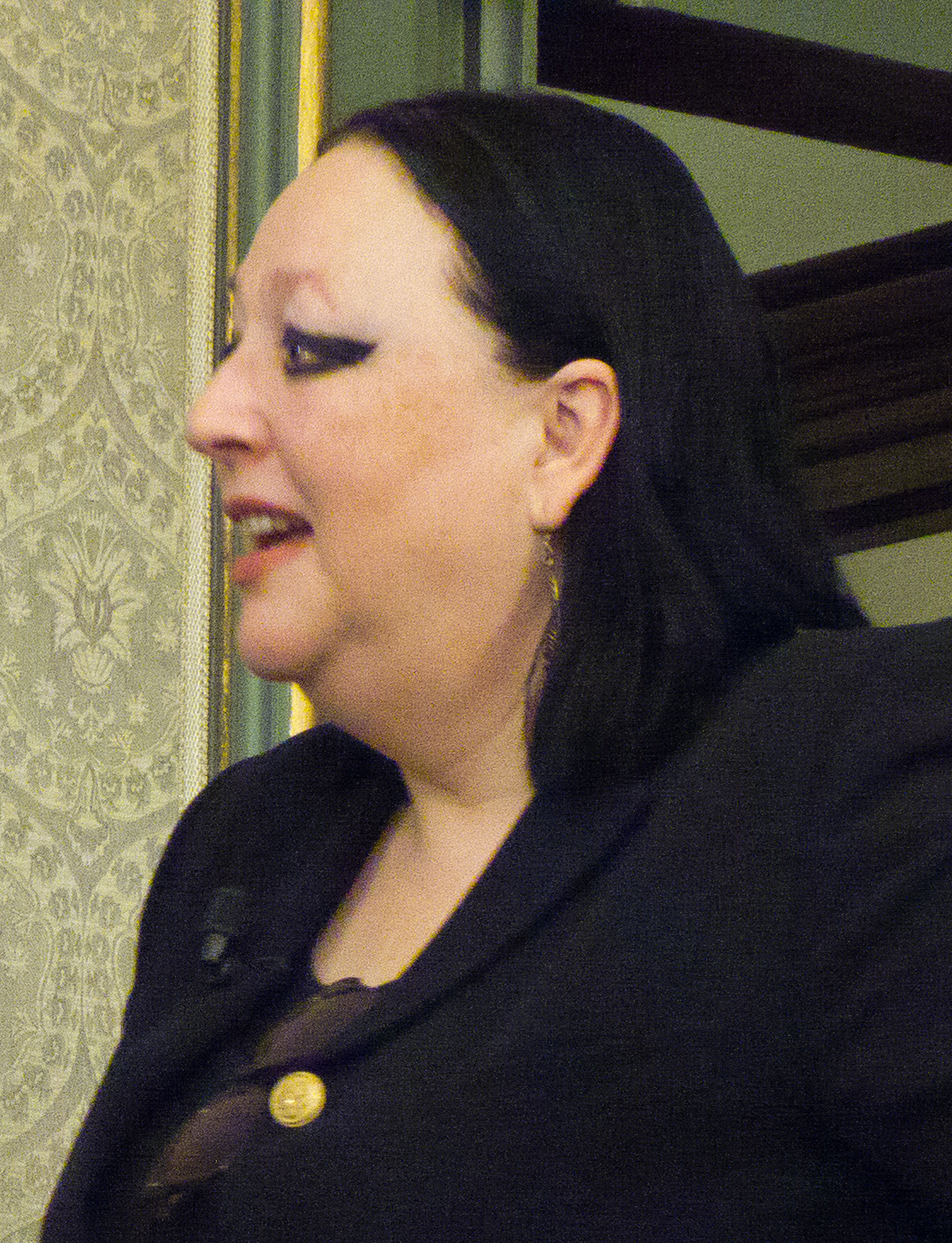
Inez Weski,
geboren op 10 februari

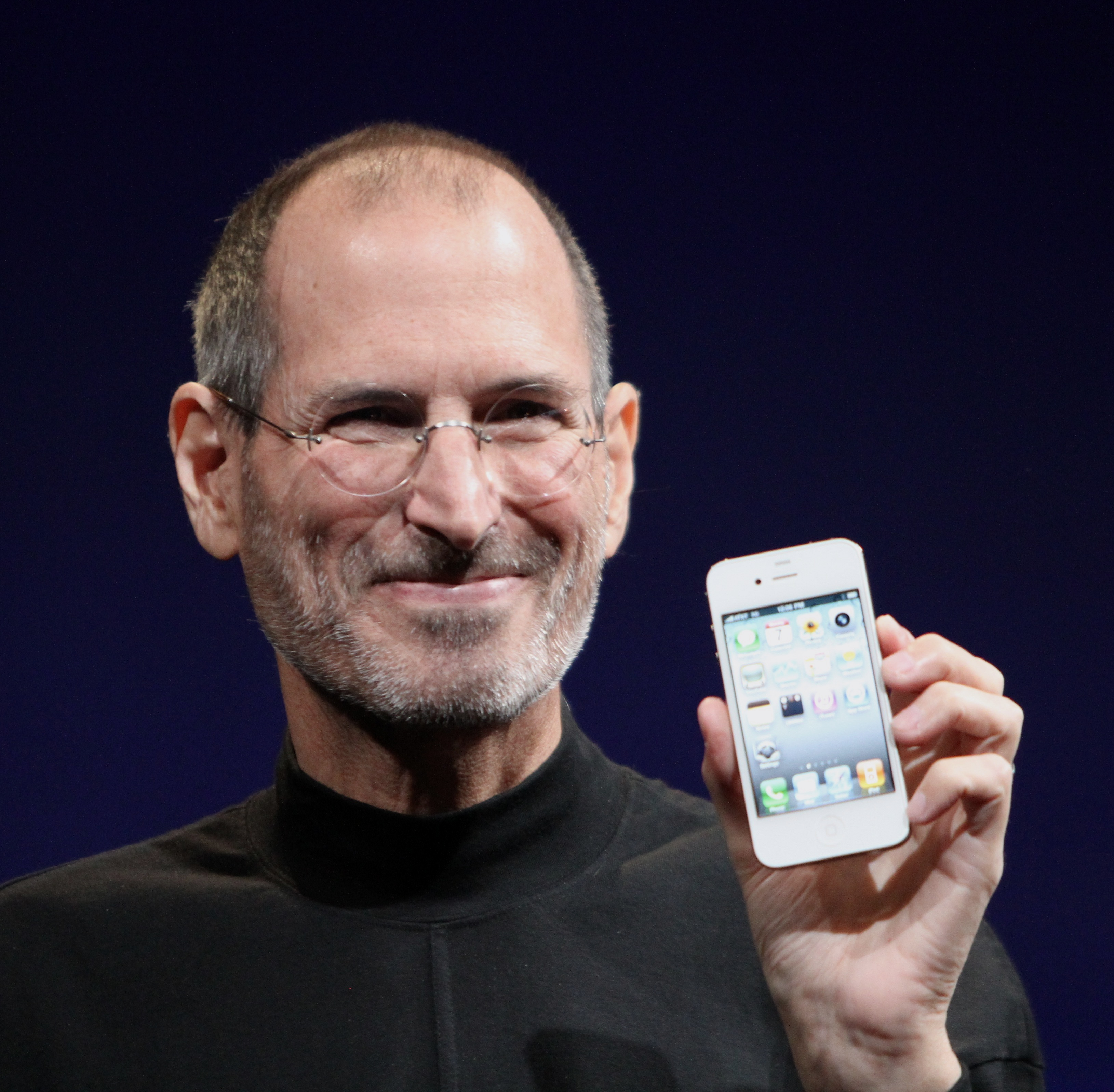
Steve Jobs,
geboren op 24 februari

- 2 - Leszek Engelking, Pools schrijver, dichter, vertaler, literatuurhistoricus en -criticus (overleden 2022)
- 2 - François Macé, Frans bankier
- 3 - Jan Kuitenbrouwer, Nederlands journalist, schrijver en presentator
- 3 - Bruno Pezzey, Oostenrijks voetballer (overleden 1994)
- 6 - Anne-Marie Pira, Belgisch atlete
- 6 - Wim van Til, Nederlands dichter
- 8 - John Grisham, Amerikaans schrijver
- 10 - Greg Norman, Australisch golfer
- 10 - Inez Weski, Nederlands advocate
- 13 - Anton Westerlaken, Nederlands (vakbonds)bestuurder (overleden 2017)
- 14 - César Camacho Quiróz, Mexicaans politicus
- 14 - Ronald Desruelles, Belgisch atleet (overleden 2015)
- 14 - Roberto César, Braziliaans voetballer
- 17 - Marcelo Trobbiani, Argentijns voetballer
- 17 - Hans Visser, Nederlands gitarist en componist
- 17 - Mo Yan, Chinees schrijver en Nobelprijswinnaar
- 18 - Carel Lanters, Nederlands beeldend kunstenaar
- 19 - Jeff Daniels, Amerikaans acteur
- 19 - Siri Hustvedt, Amerikaans schrijfster
- 20 - Néstor Montelongo, Uruguayaans voetballer (overleden 2021)
- 21 - André Stafleu, Nederlands voetballer
- 23 - Howard Jones, Engels zanger en tekstschrijver
- 24 - Steve Jobs, Amerikaans medeoprichter van computerfirma Apple (overleden 2011)
- 24 - Alain Prost, Frans autocoureur
- 25 - Bernard Welten, Amsterdams hoofdcommissaris
- 28 - Eddy Bosman, Nederlands voetballer
- 28 - Jimmy Calderwood, Schots voetballer en voetbalcoach (overleden 2025)
- 28 - Gilbert Gottfried, Amerikaans stand-upcomdian en (stem)acteur (overleden 2022)

### maart

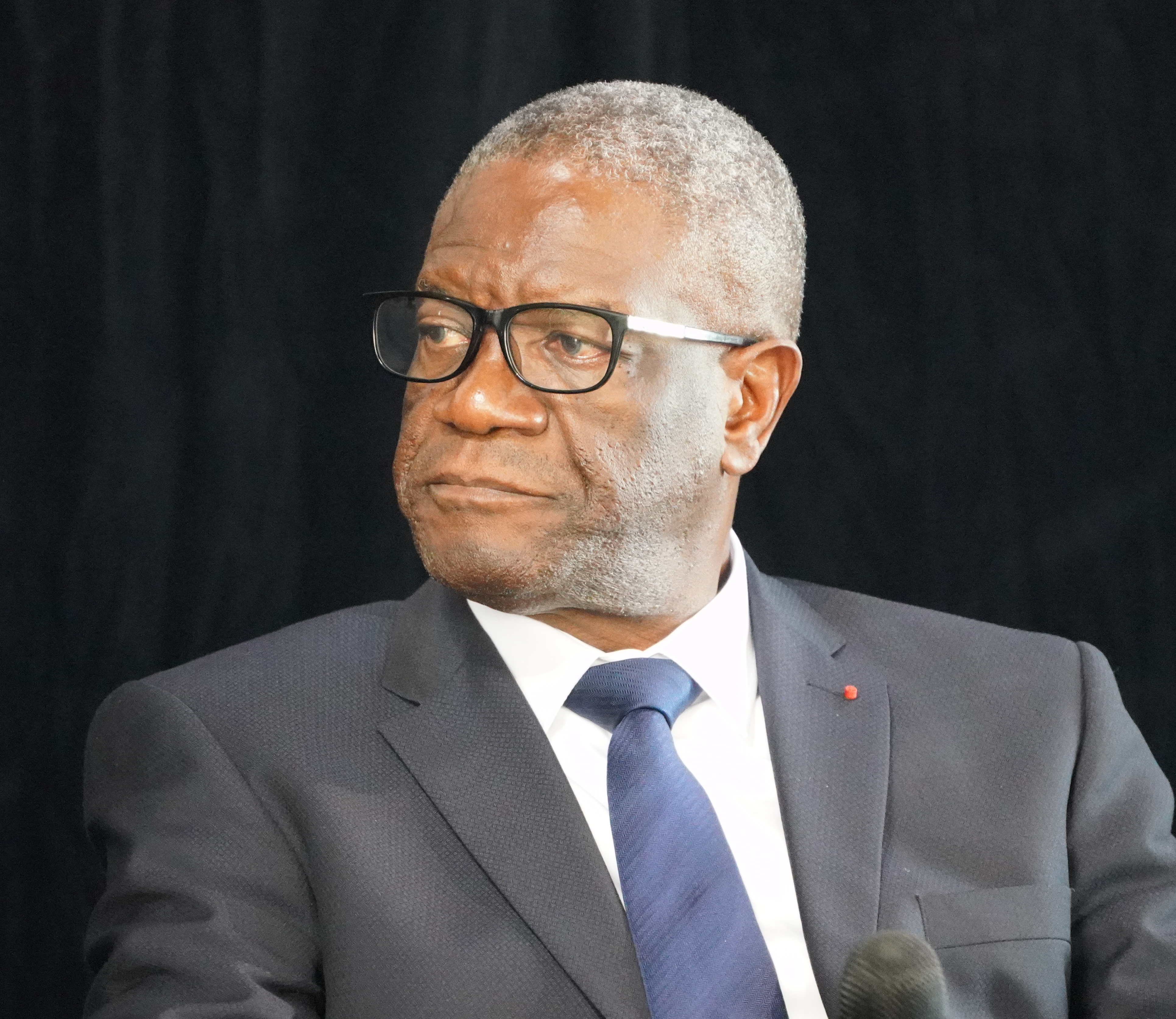
Denis Mukwege,
geboren op 1 maart

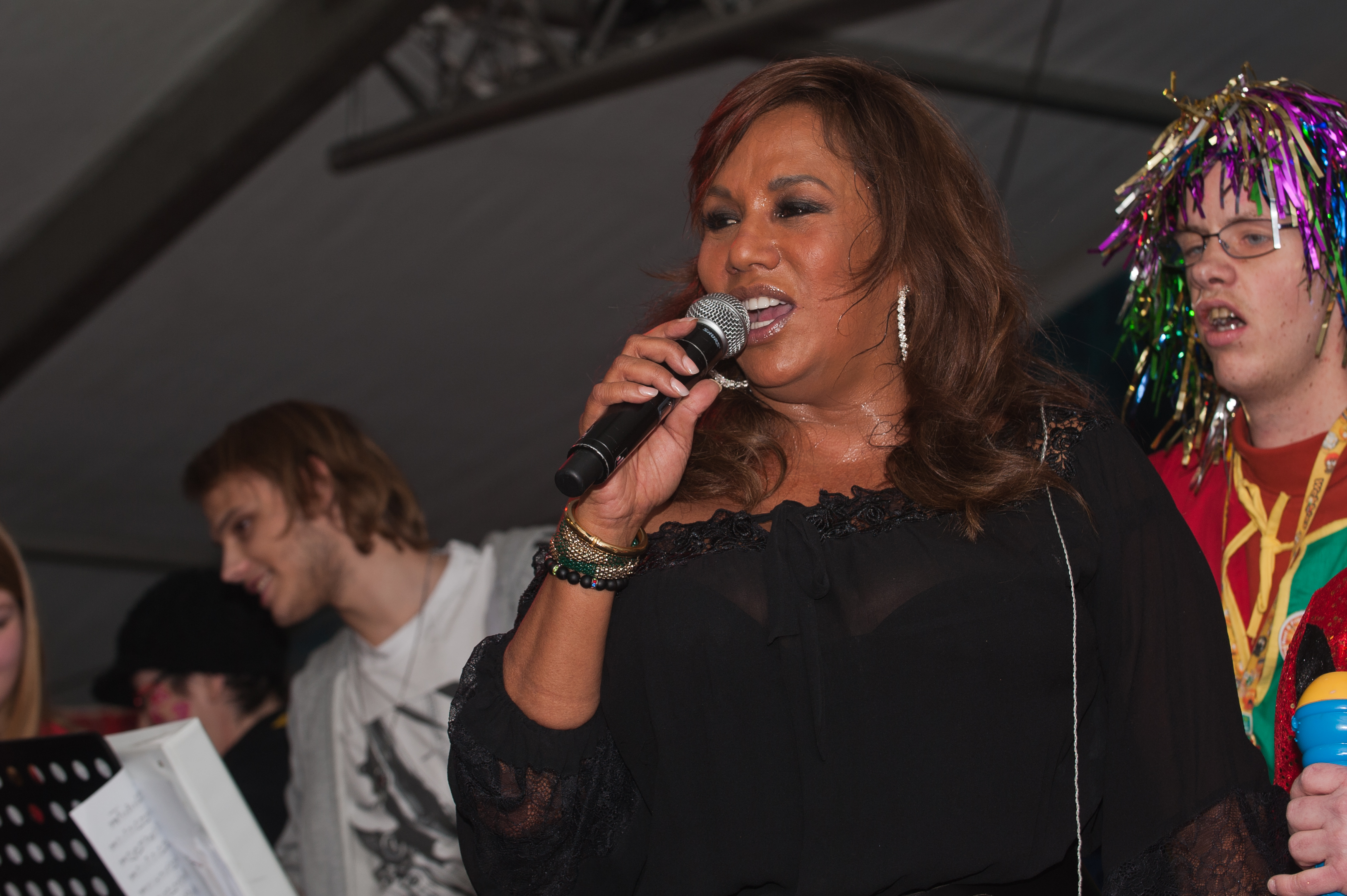
Patty Brard,
geboren op 25 maart

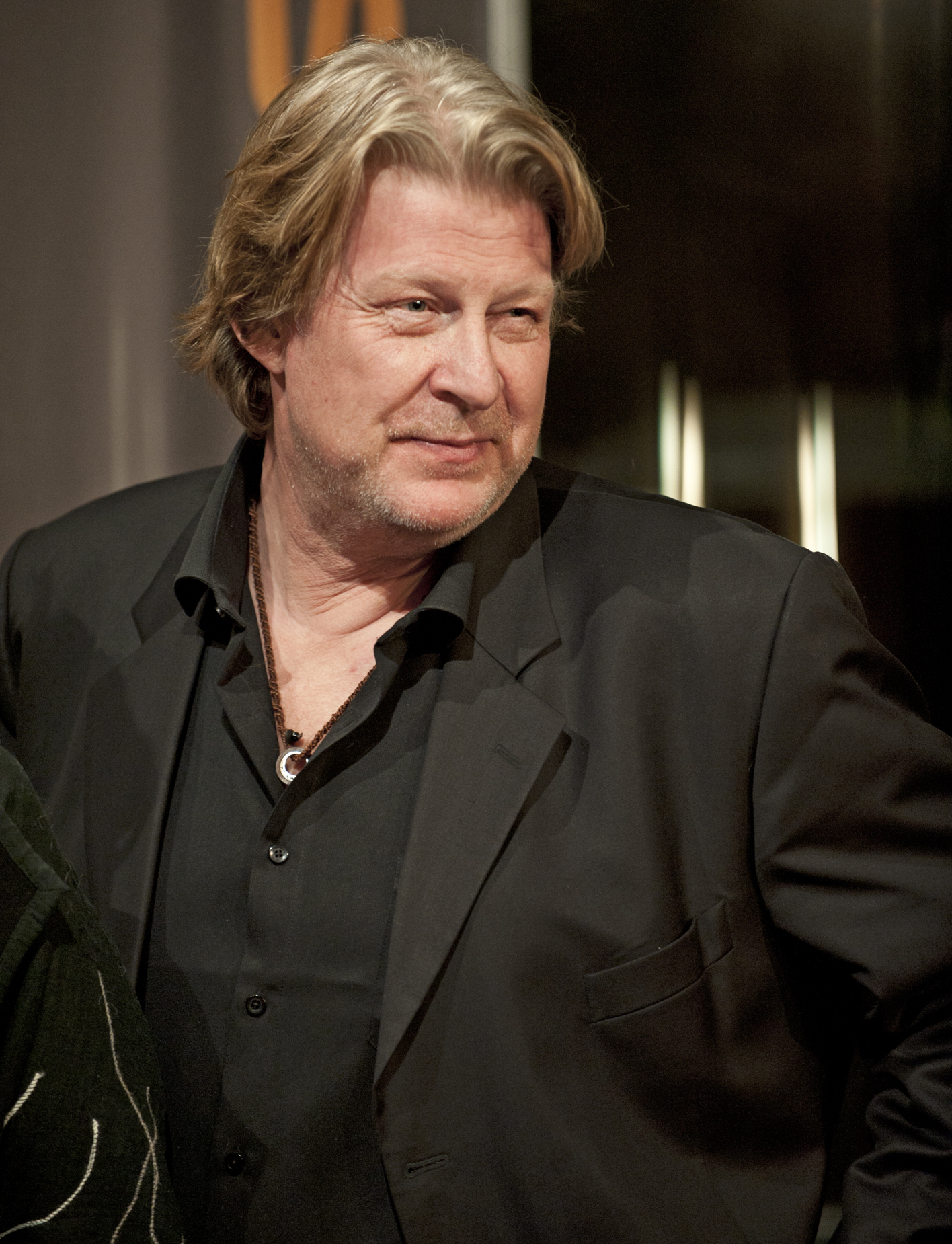
Rolf Lassgård,
geboren op 29 maart

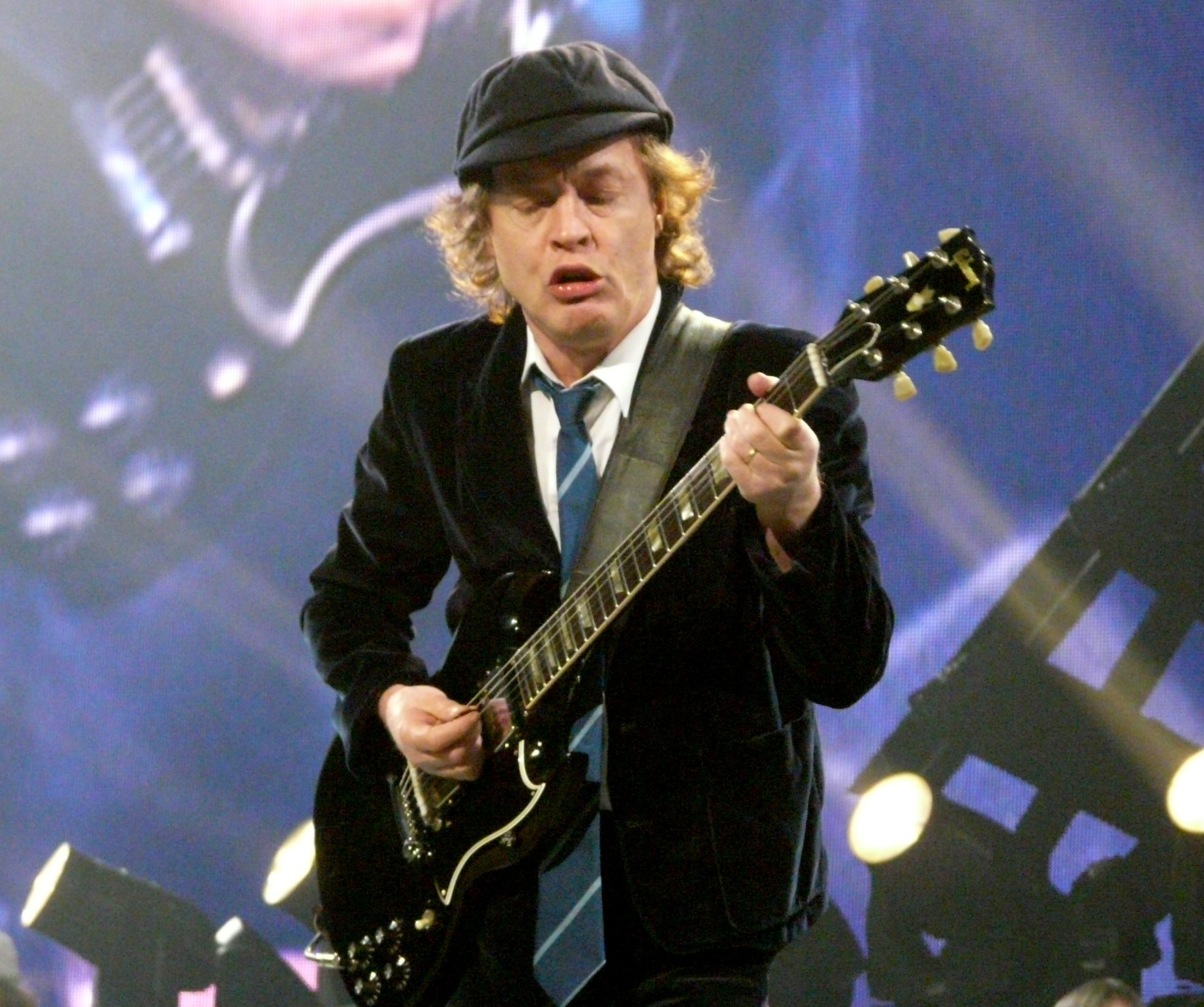
Angus Young,
geboren op 31 maart

- 1 - Denis Mukwege, Congolees gynaecoloog en mensenrechtenactivist; winnaar van de Nobelprijs voor de Vrede in 2018
- 2 - Jouko Soini, Fins voetballer
- 4 - James Weaver, Brits autocoureur
- 6 - Marli Huijer, Nederlands filosofe en hoogleraar
- 9 - Ornella Muti, Italiaans actrice
- 9 - Doeke Sijens, Nederlands (Fries) schrijver en biograaf
- 10 - Marianne Rosenberg, Duits zangeres
- 11 - Corinne Allal, Israëlisch rockzangeres, componiste, muziekproducente, gitariste en tekstdichter (overleden 2024)
- 11 - Nina Hagen, Duits punk-zangeres
- 13 - Glenne Headly, Amerikaans actrice (overleden 2017)
- 14 - Ton Elias, Nederlands (tv-)journalist en politicus
- 15 - Roberto Maroni, Italiaans politicus (overleden 2022)
- 15 - Dee Snider, Amerikaans zanger
- 15 - Ton Verkerk, Nederlands voetballer en voetbalcoach
- 16 - Peter Zijerveld, Nederlands triatleet
- 17 - Élie Baup, Frans voetballer en voetbaltrainer
- 17 - Agnes De Nul, Vlaams actrice
- 17 - Gary Sinise, Amerikaans acteur
- 19 - Pino Daniele, Italiaans componist en zanger
- 19 - Bruce Willis, Amerikaans acteur
- 20 - Rob Oudkerk, Nederlands politicus (PvdA)
- 20 - Ramblin' Eddy, Nederlands countryzanger
- 21 - Jair Bolsonaro, 38e president van Brazilië
- 21 - Philippe Troussier, Frans voetballer en voetbalcoach
- 21 - Bärbel Wöckel, Duits atlete
- 22 - Martin Hoffmann, Oost-Duits voetballer
- 22 - Jacques de Milliano, Nederlands arts en bestuurder (AZG)
- 25 - Patty Brard, Nederlands tv-persoonlijkheid en zangeres
- 25 - Patrick Newley, Iers schrijver, journalist en theateragent (overleden 2009)
- 27 - Rüdiger Reiche, Oost-Duits roeier
- 28 - Reba McEntire, Amerikaans Country zangeres en actrice
- 29 - Rolf Lassgård, Zweeds acteur
- 29 - Christopher Lawford, Amerikaans acteur (overleden 2018)
- 30 - Frans Diekstra, Nederlands ondernemer (overleden 1995)
- 30 - Marilou Diaz-Abaya, Filipijns regisseur (overleden 2012)
- 31 - Hiroshi Aoshima, Japans componist, muziekpedagoog en dirigent
- 31 - Lieneke le Roux, Nederlands actrice
- 31 - Angus Young, Schots-Australisch leadgitarist van AC/DC

### april

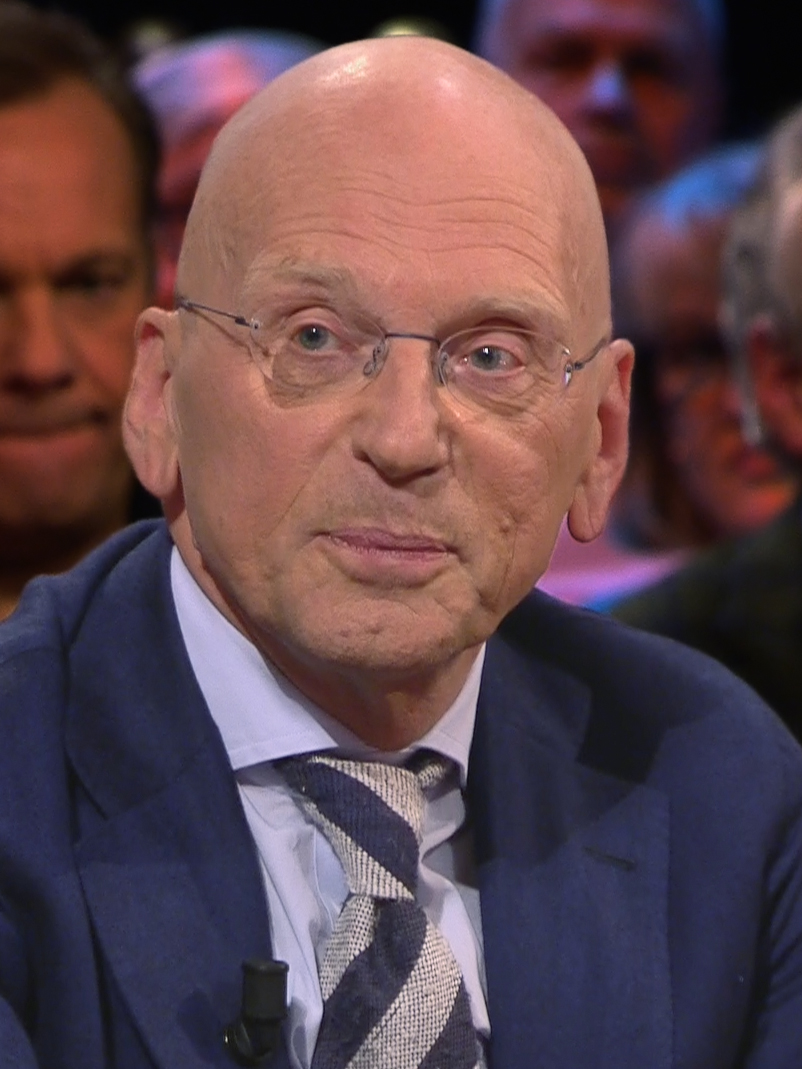
Mai Spijkers,
geboren op 10 april

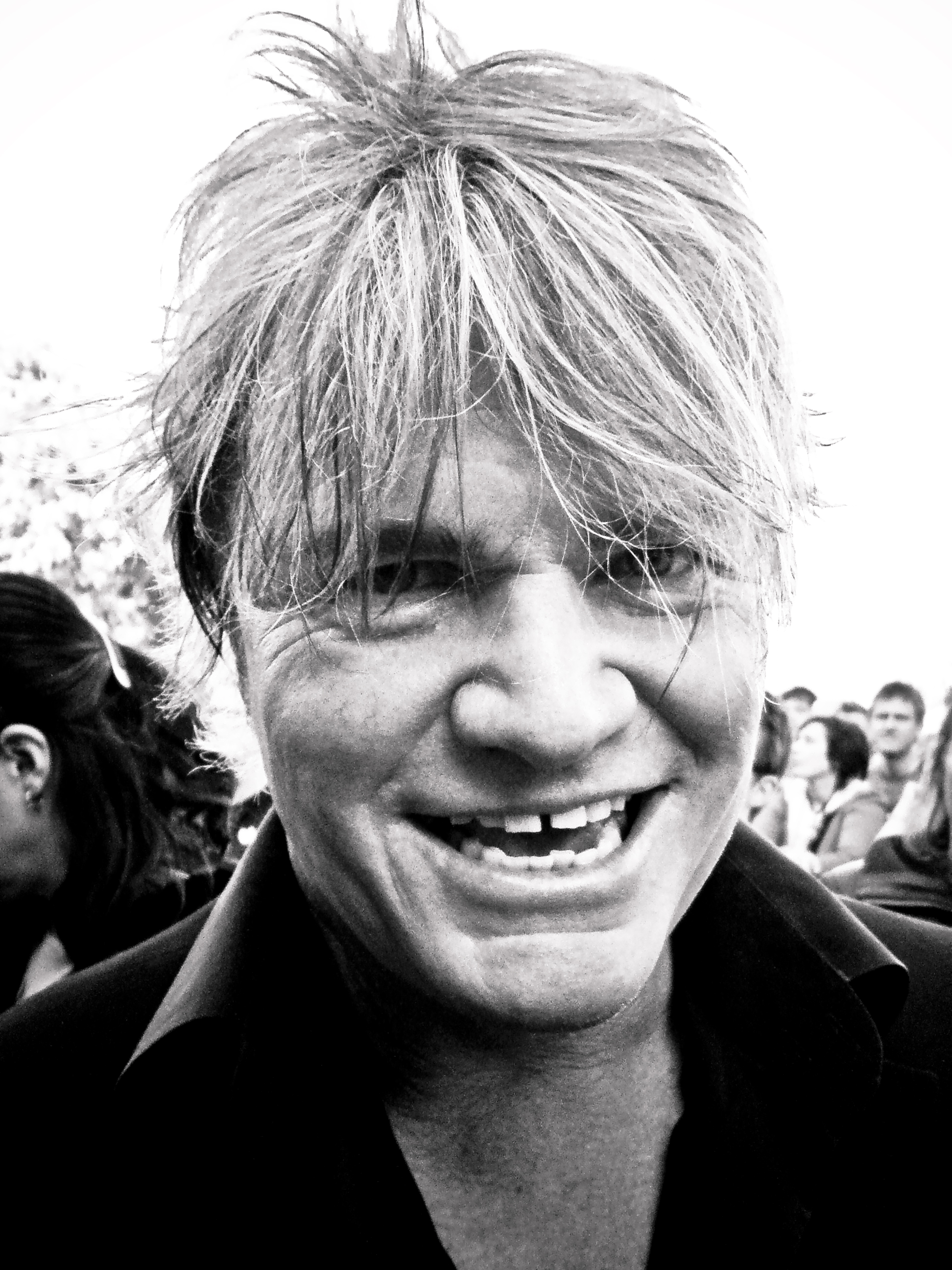
Rob Bolland,
geboren op 17 april

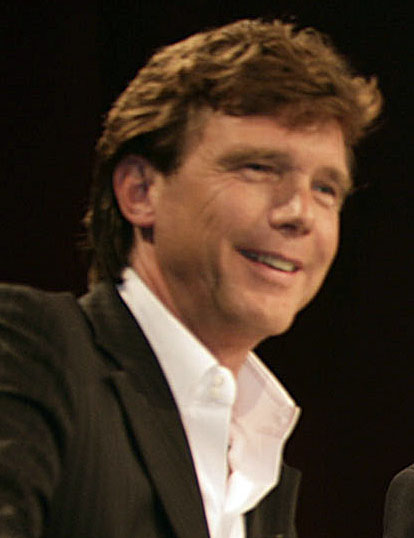
John de Mol jr.,
geboren op 24 april

- 1 - Nicoline van der Sijs, Nederlands taalkundige
- 2 - Catherine ten Bruggencate, Nederlands actrice
- 2 - Charles Urbanus jr., Nederlands honkballer en sportcommentator
- 3 - Ingrid Engelen, Belgisch atlete
- 4 - Imrich Bugár, Tsjecho-Slowaaks/Tsjechisch atleet
- 5 - Anthony Horowitz, Brits (scenario)schrijver
- 5 - Akira Toriyama, Japans mangaka (Dragon Ball) (overleden 2024)
- 7 - Akira Nishino, Japans voetballer en voetbaltrainer
- 8 - Agostino Di Bartolomei, Italiaans voetballer (overleden 1994)
- 8 - Barbara Kingsolver, Amerikaans romanschrijfster en essayiste
- 8 - Alexandr Tsjivadze, Sovjet-Georgisch voetballer
- 9 - Joost Divendal, Nederlands journalist en cultureel manager (overleden 2010)
- 10 - Antonio Álvarez, Spaans voetballer en voetbalcoach
- 10 - Marit Breivik, Noors handbalster en -coach
- 10 - Mai Spijkers, Nederlands uitgever
- 13 - Ole von Beust, Duits politicus
- 13 - Safet Sušić, Bosnisch voetballer en voetbalcoach
- 15 - Sergej Bondarenko, Sovjet-Russisch voetballer en trainer
- 15 - Enith Brigitha, Nederlands zwemster
- 16 - Henri, groothertog van Luxemburg
- 16 - DJ Kool Herc, Jamaicaans-Amerikaans dj
- 17 - Paul van Loon, Nederlands schrijver van kinderboeken
- 17 - Rob Bolland, Nederlands producer en zanger van Bolland en Bolland
- 18 - Ola Bremnes, Noors musicus, auteur en troubadour
- 19 - Anke Helsen, Nederlands-Belgisch actrice
- 19 - Ronald Naar, Nederlands bergbeklimmer (overleden 2011)
- 20 - René Valenzuela, Chileens voetballer
- 21 - Toninho Cerezo, Braziliaans voetballer
- 21 - Erick Mombaerts, Frans voetbalcoach
- 21 - Tuheitia Paki, zevende Maori-koning (overleden 2024)
- 22 - Noël Dejonckheere, Belgisch wielrenner (overleden 2022)
- 23 - Raimo Kuuluvainen, Fins voetballer (overleden 1999)
- 23 - Anthony Miles, Brits schaker (overleden 2001)
- 24 - John de Mol, Nederlands mediatycoon
- 25 - Américo Gallego, Argentijns voetballer en trainer
- 26 - Ulrika Knape, Zweeds schoonspringster
- 27 - Léa Linster, Luxemburgs chef-kok
- 27 - Lia Roefs, Nederlands politica
- 28 - Djamel Zidane, Algerijns voetballer
- 28 - Eddie Jobson,  Britse toetsenist en violist
- 29 - Leslie Jordan, Amerikaans acteur (overleden 2022)
- 29 - Bert Kuizenga, Nederlands acteur en tv-presentator
- 29 - Kate Mulgrew, Amerikaans actrice

### mei

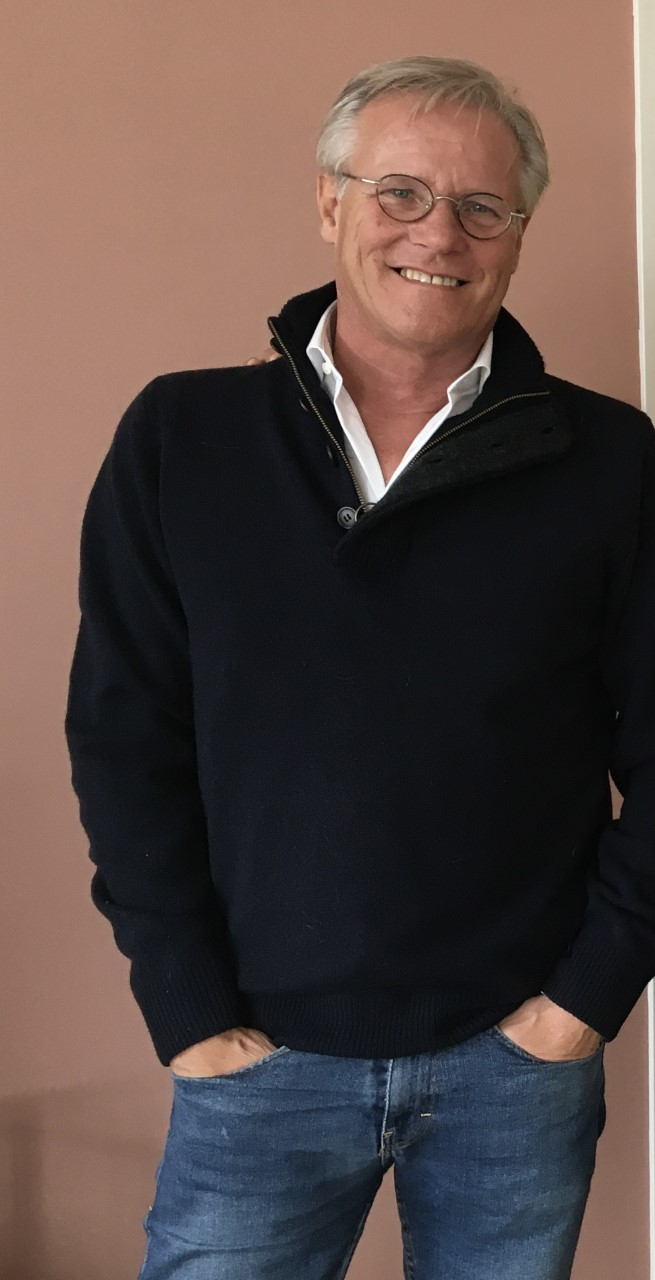
Fons de Poel,
geboren op 19 mei

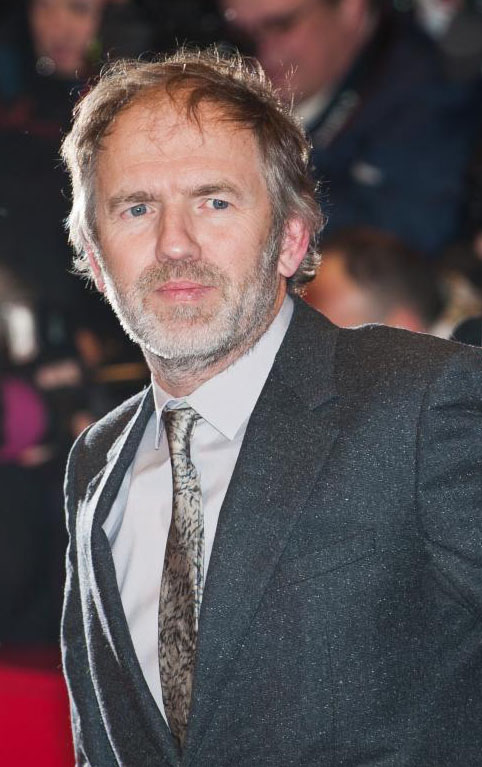
Anton Corbijn,
geboren op 20 mei

- 1 - Dorrie Timmermans, Nederlands paralympisch sportster
- 3 - August Auinger, Oostenrijks motorcoureur
- 3 - Joeri Gavrilov, Russisch voetballer en trainer
- 6 - Wiel Arets, Nederlands architect en stedebouwkundige
- 6 - Avram Grant, Israëlisch voetbaltrainer
- 7 - Frieda Brepoels, Belgisch politica
- 7 - Ole Christensen, Deens politicus
- 7 - Evert van der Meulen, Nederlands acteur
- 7 - Peter Reckell, Amerikaans acteur
- 7 - Gabriele Zimmer, Duits politica (Die Linke)
- 9 - Abel Ernesto Herrera, Argentijns voetballer
- 10 - Mark Chapman, Amerikaans crimineel; vermoordde in 1980 John Lennon
- 12 - Johan Doesburg, Nederlands toneelregisseur (overleden 2025)
- 12 - Christopher Greenwood, Brits rechter, hoogleraar en kroonadvocaat
- 13 - Paul van Groningen, Nederlands surrealistisch kunstschilder
- 14 - Willem Boutkan, Nederlands politicus (VVD; PVV)
- 14 - Ursie Lambrechts, Nederlands politica (D66) (overleden 2024)
- 14 - Jan Sørensen, Deens voetballer (overleden 2024)
- 15 - Melinda Culea, Amerikaans actrice
- 15 - Lucas Vanclooster, Belgisch journalist
- 16 - Margreet Schouwenaar, Nederlands schrijfster en dichteres
- 16 - Pauline Wiertz, Nederlands beeldend kunstenares (overleden 2019)
- 16 - Debra Winger, Amerikaans actrice
- 17 - Bill Paxton, Amerikaans acteur en filmregisseur (overleden 2017)
- 19 - Vladimir Koloskov, Russisch basketbalcoach (overleden 2024)
- 19 - Fons de Poel, Nederlands tv-journalist en programmamaker voor de KRO
- 19 - Phil Rudd, Australisch drummer
- 20 - Anton Corbijn, Nederlands fotograaf
- 21 - Sergej Sjojgoe, Russisch politicus; sinds 2012 minister van Defensie
- 22 - Mary Black, Iers zangeres
- 22 - Vicente Juan Segura, Spaans geestelijke (overleden 2024)
- 25 - André Pakosie, Surinaams auteur
- 27 - Jan van Staa, Nederlands voetballer en voetbaltrainer
- 30 - Tommy Emmanuel, Australisch gitarist
- 30 - Ludo Hellinx, Vlaams acteur
- 30 - Willem Post, Nederlands Amerika-deskundige en commentator
- 30 - Peter Weening, Nederlands muziekprogrammeur van poppodium Vera

### juni

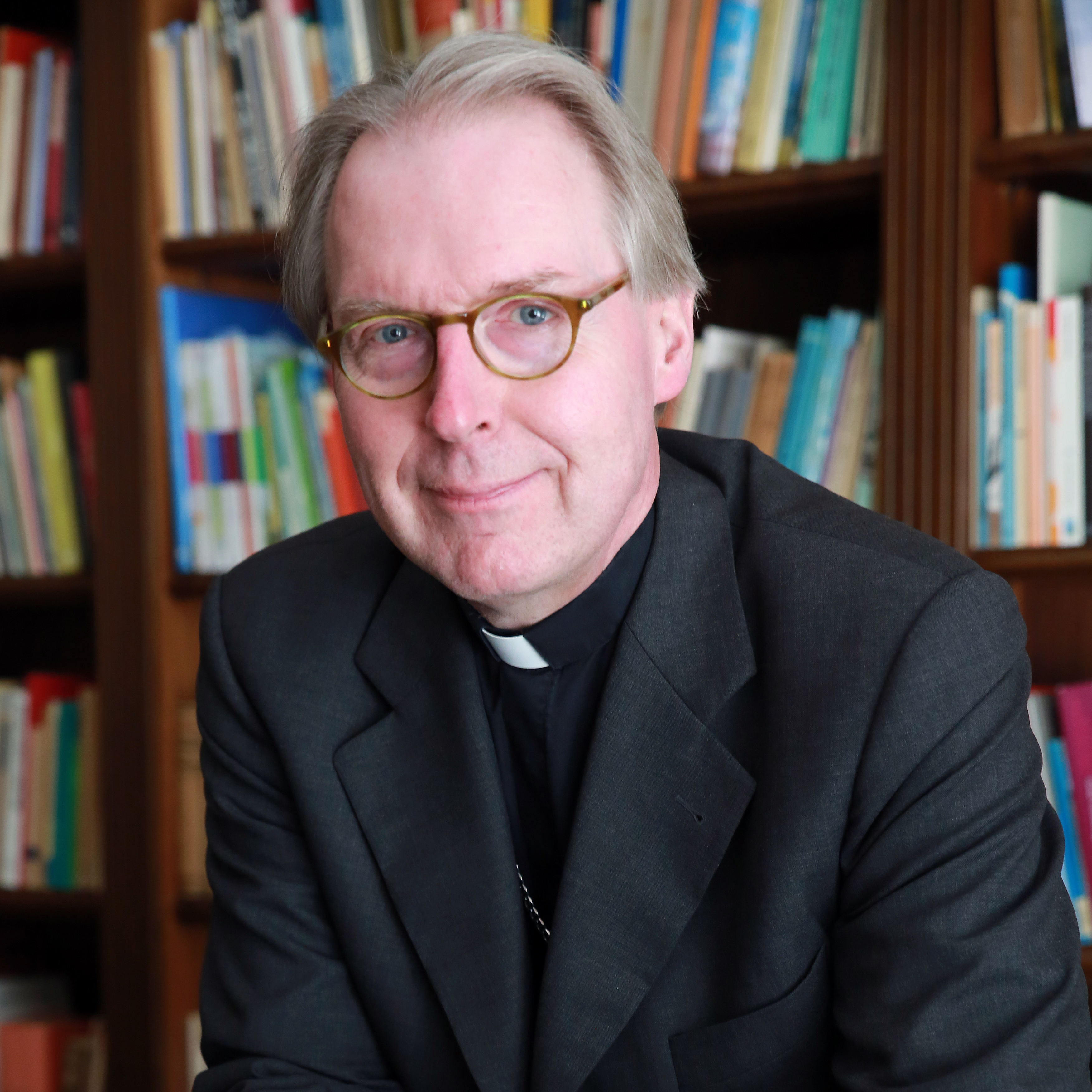
Gerard de Korte,
geboren op 13 juni

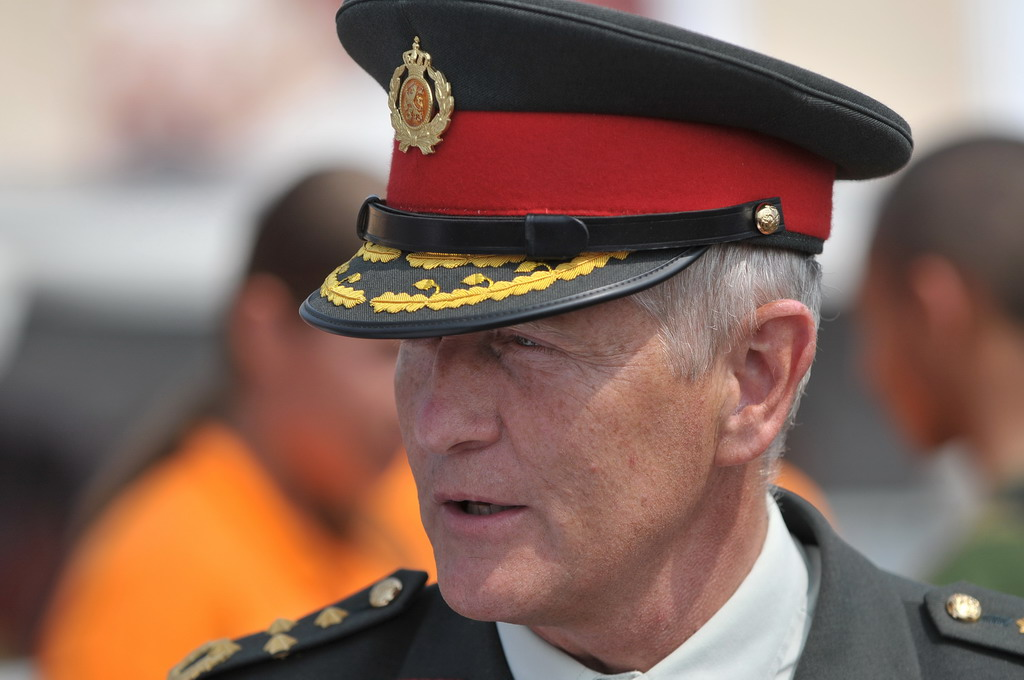
Peter van Uhm,
geboren op 15 juni

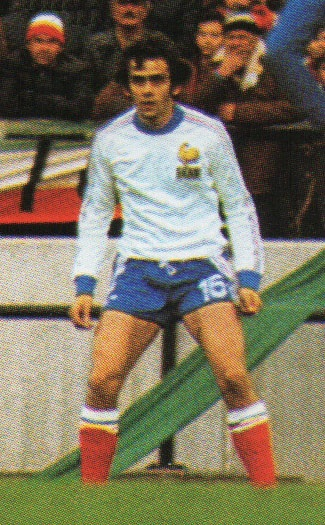
Michel Platini
geboren op 21 juni

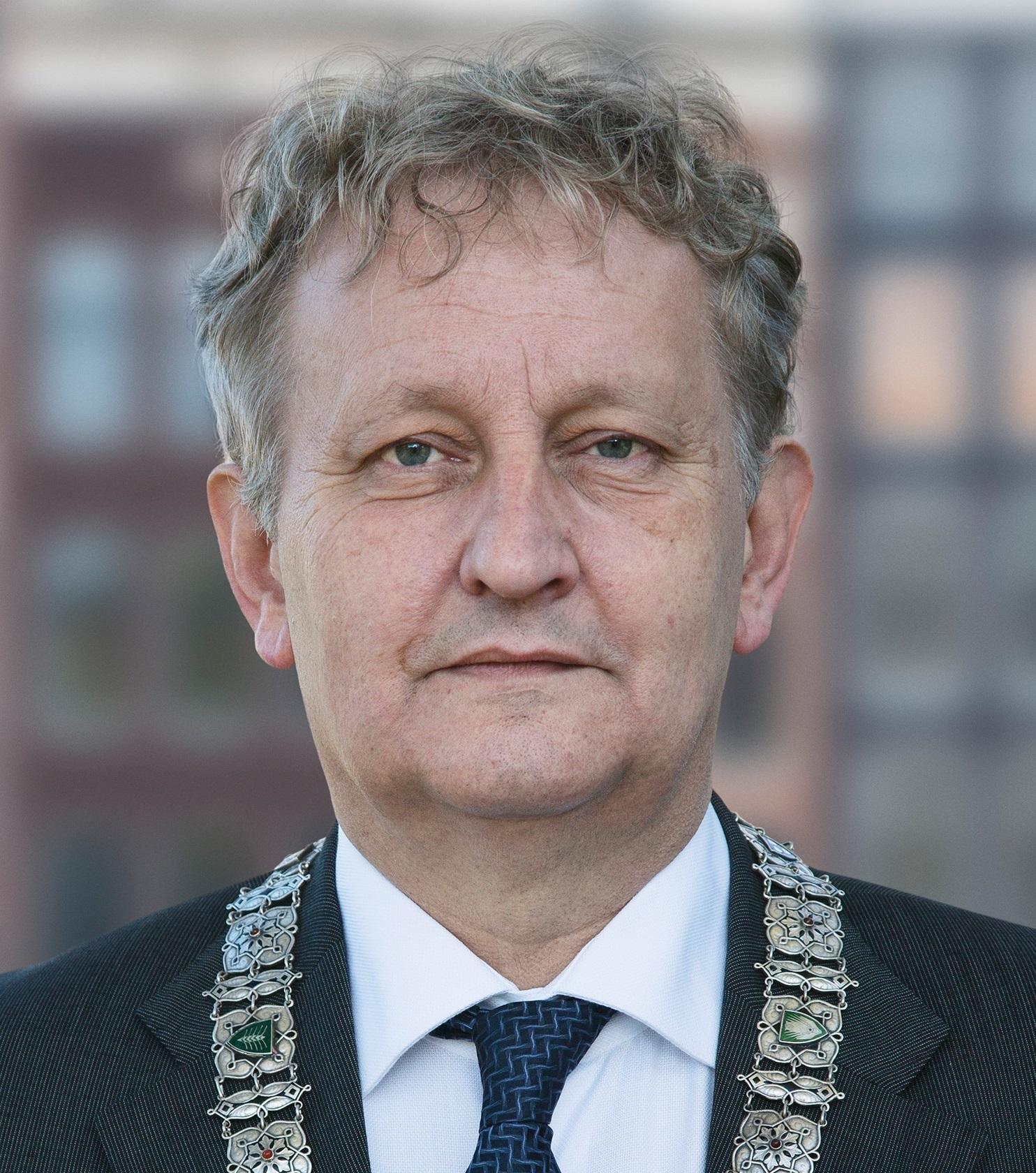
Eberhard van der Laan,
geboren op 28 juni

- 1 - Joseph Lesecque, Belgisch atleet (overleden 2020)
- 1 - Chiyonofuji Mitsugu, Japans sumoworstelaar (overleden 2016)
- 1 - Lorraine Moller, Nieuw-Zeelands atlete
- 1 - Tony Snow, Amerikaans journalist, politiek commentator en perschef van het Witte Huis (overleden 2008)
- 2 - Jim Hok, Surinaams politicus
- 2 - Danilo Lim, Filipijns generaal en couppleger (overleden 2021)
- 2 - Lobo, Nederlands zanger (overleden 2025)
- 4 - Val McDermid, Schots (misdaad)schrijfster
- 8 - Tim Berners-Lee, Engels informaticus, grondlegger van het World Wide Web
- 8 - José Antonio Camacho, Spaans voetballer en voetbaltrainer
- 11 - Joeri Sedych, Oekraïens kogelslingeraar (overleden 2021)
- 12 - Georges Bach, Luxemburgs politicus
- 12 - Guy Lacombe, Frans voetballer en voetbaltrainer
- 12 - Jørn West Larsen, Deens voetbalscheidsrechter
- 13 - Ewine van Dishoeck, Nederlands astronome
- 13 - Gerard de Korte, Nederlands R.K. geestelijke, bisschop van Den Bosch
- 13 - Henk Numan, Nederlands judoka
- 15 - Peter van Uhm, Nederlands generaal
- 16 - Laurie Metcalf, Amerikaans actrice
- 17 - Marcel Di Domenico, Luxemburgs voetballer
- 18 - Mísia, Portugees fadozangeres (overleden 2024)
- 20 - Véronique Colonval, Belgisch atlete
- 20 - E. Lynn Harris, Amerikaans schrijver (overleden 2009)
- 21 - Michel Platini, Frans voetballer en sportbestuurder van Italiaanse komaf
- 21 - Georgi Tavadze, Sovjet-Georgisch voetballer
- 22 - Leo Driessen, Nederlands sportjournalist
- 23 - Roelof Luinge, Nederlands voetbalscheidsrechter
- 23 - Jean Tigana, Frans voetballer en voetbalcoach
- 24 - Boudewijn de Geer, Nederlands voetballer (overleden 2024)
- 26 - Maxime Bossis, Frans voetballer
- 26 - Carl Folke, Zweeds milieuwetenschapper en ecoloog
- 26 - Mick Jones, Brits muzikant
- 26 - Michael Lederer, Duits atleet
- 26 - Philippe Streiff, Frans autocoureur (overleden 2022)
- 26 - Albert Vitali, Zwitsers politicus (overleden 2020)
- 27 - Isabelle Adjani, Frans actrice
- 27 - Cees Bijl, Nederlands politicus en bestuurder (PvdA)
- 27 - Frank de Grave, Nederlands politicus (VVD) en bestuurder
- 28 - Karl Fleschen, Duits atleet
- 28 - Eberhard van der Laan, Nederlands politicus en burgemeester (overleden 2017)

### juli

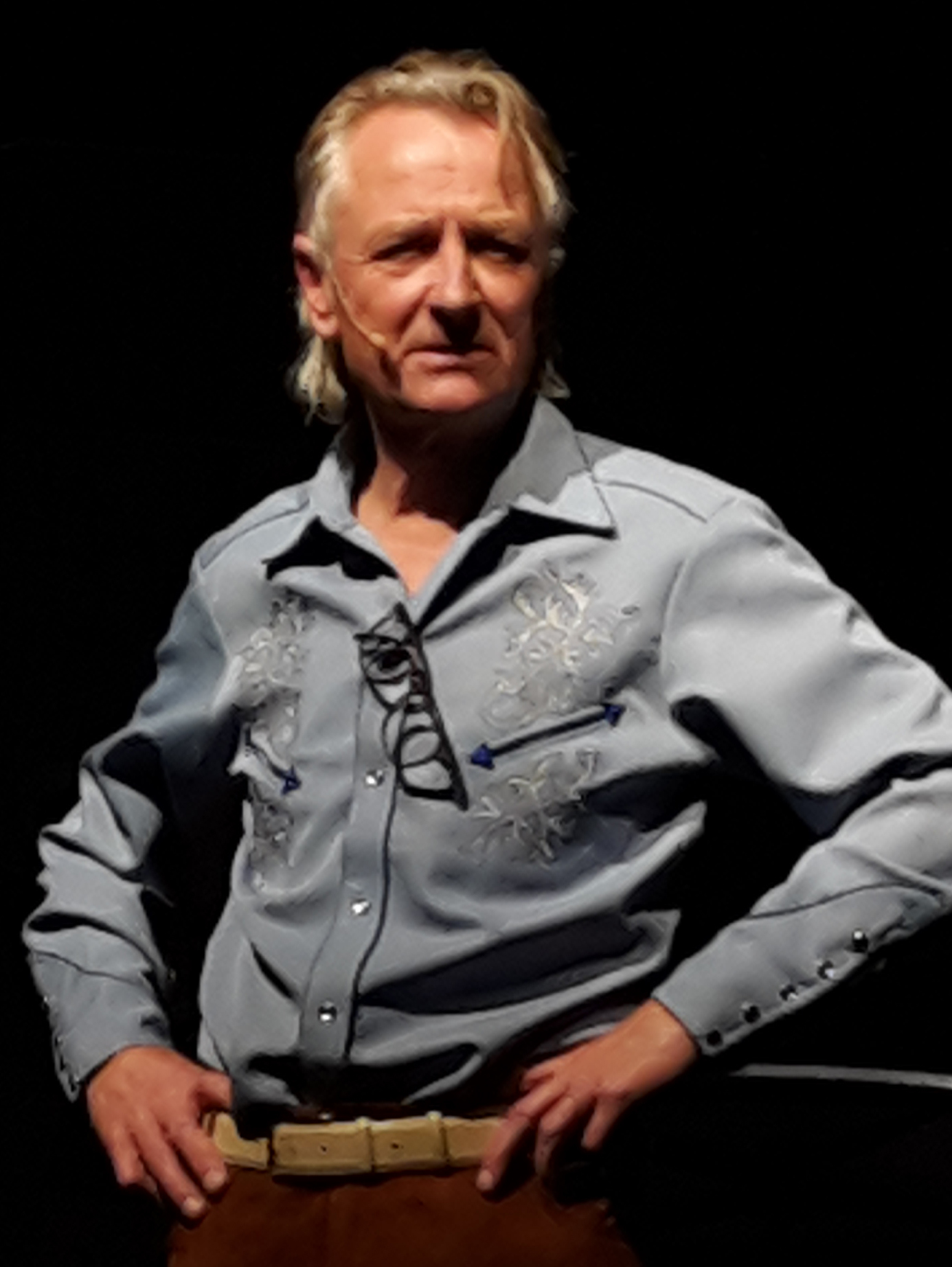
Jeroen van Merwijk,
geboren op 11 juli

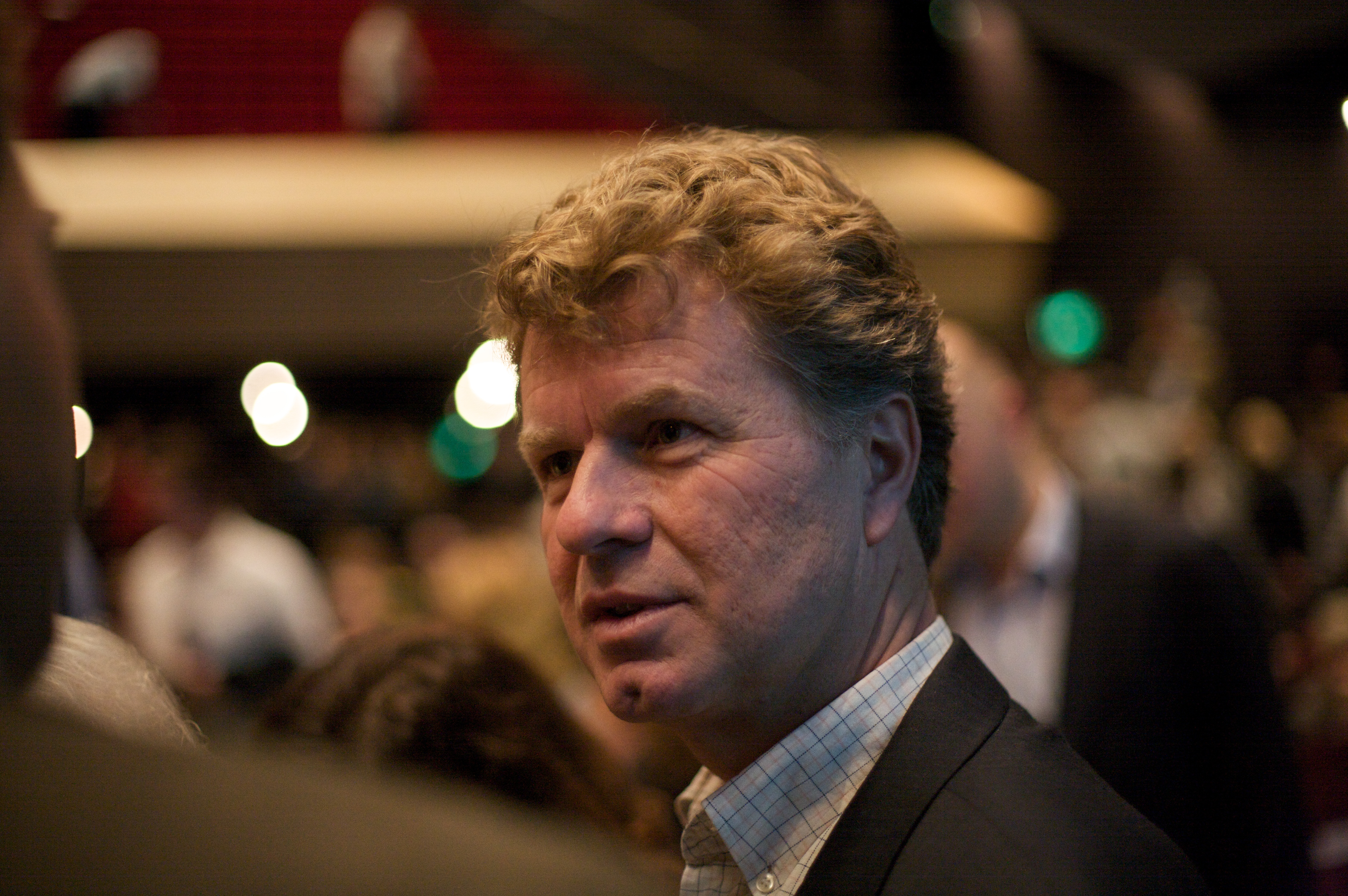
Boris Dittrich,
geboren op 21 juli

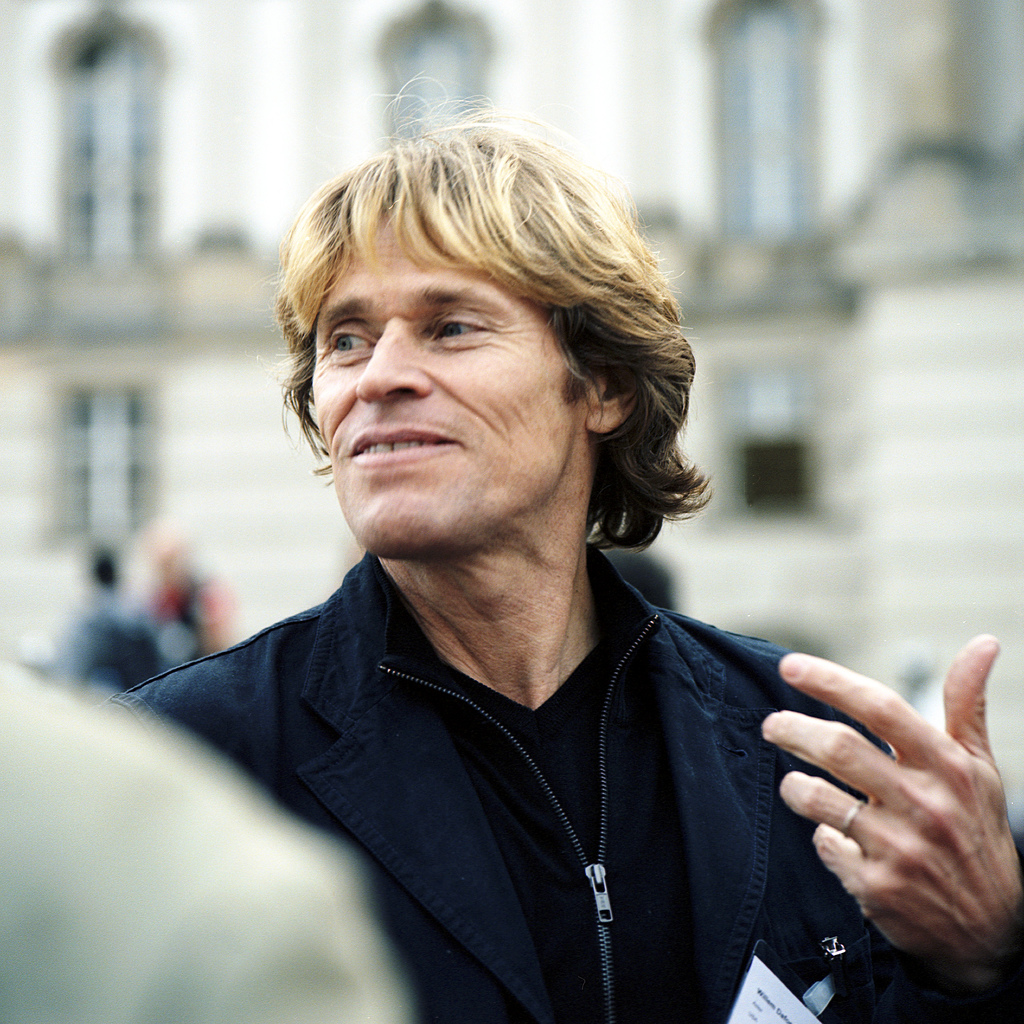
Willem Dafoe,
geboren op 22 juli

- 1 - Fred Diks, Nederlands kinderboekenschrijver, sportjournalist en theatermaker
- 1 - Li Keqiang, Chinees politicus; premier (2013-2023) (overleden 2023)
- 2 - Cláudio Adão, Braziliaans voetballer
- 2 - Francine Houben, Nederlands architecte
- 2 - Hans Laroes, Nederlands tv-journalist en omroepbestuurder
- 2 - Maria Stahlie, Nederlands schrijfster
- 2 - Stephen Walt, Amerikaans professor en onderzoeker
- 3 - Bruce Altman, Amerikaans acteur
- 4 - John Waite, Brits zanger
- 5 - Sebastian Barry, Iers dichter, roman- en toneelschrijver
- 5 - Sherif Ismail, Egyptisch politicus (overleden 2023)
- 5 - Ine Kuhr, Nederlands actrice en zangeres
- 6 - Jan Bosmans, Vlaams medisch-wetenschappelijk publicist
- 6 - Johan Vande Lanotte, Vlaams politicus
- 8 - Lena Endre, Zweedse actrice
- 8 - Donatella Rettore, Italiaans zangeres en actrice
- 9 - Lisa Banes, Amerikaans actrice (overleden 2021)
- 9 - Alexandra Colen, Belgisch politicus
- 9 - Steve Coppell, Engels voetballer en voetbalcoach
- 9 - Lindsey Graham, Amerikaans republikeins politicus
- 9 - Jimmy Smits, Amerikaans acteur
- 10 - Johan Bonny, Belgisch r.k. geestelijke; sinds 2009 bisschop van Antwerpen
- 10 - Karen van Holst Pellekaan, Nederlands actrice en scenarioschrijfster
- 10 - Héctor Puebla, Chileens voetballer
- 11 - Jeroen van Merwijk, Nederlands cabaretier, schilder en liedjesschrijver (overleden 2021)
- 14 - Mario Osbén, Chileens voetballer
- 14 - Alex Vissering, Nederlands streektaalzanger
- 15 - John H. Cox, Amerikaans zakenman en politicus
- 15 - Jan Rijpstra, Nederlands politicus (VVD) en bestuurder
- 16 - Antoine Joly, Frans politicus en diplomast
- 21 - Marcelo Bielsa, Argentijns voetballer en voetbalcoach
- 21 - Boris Dittrich, Nederlands politicus (D66)
- 21 - Jim King, Amerikaans pornoacteur (overleden 1986)
- 21 - Jukka Linkola, Fins dirigent, componist en pianist
- 21 - Dan Malloy, Amerikaans politicus
- 21 - Eligio Martínez, Boliviaans voetballer (overleden 2024)
- 21 - Taco Ockerse, Indonesisch zanger
- 21 - Béla Tarr, Hongaars regisseur en scenarist
- 22 - Willem Dafoe, Amerikaans acteur
- 25 - Iman Abdulmajid, Somalisch-Amerikaans model en echtgenote van zanger David Bowie
- 25 - Randall Bewley, Amerikaans rockgitarist (overleden 2009)
- 26 - Stefan Đurić, Servisch schaker
- 27 - Jillert Anema, Nederlands schaatscoach
- 28 - Aart Jan de Geus, Nederlands politicus en bestuurder
- 28 - Anneke Scholtens, Nederlands schrijfster van kinderboeken en jeugdromans (overleden 2025)
- 29 - Jean-Luc Ettori, Frans voetbaldoelman
- 30 - Elliot Manyika, Zimbabwaans politicus (overleden 2008)
- 31 - Lars Bastrup, Deens voetballer
- 31 - Bart Caron, Belgisch politicus
- 31 - Josan Meijers, Nederlands politicus

### augustus

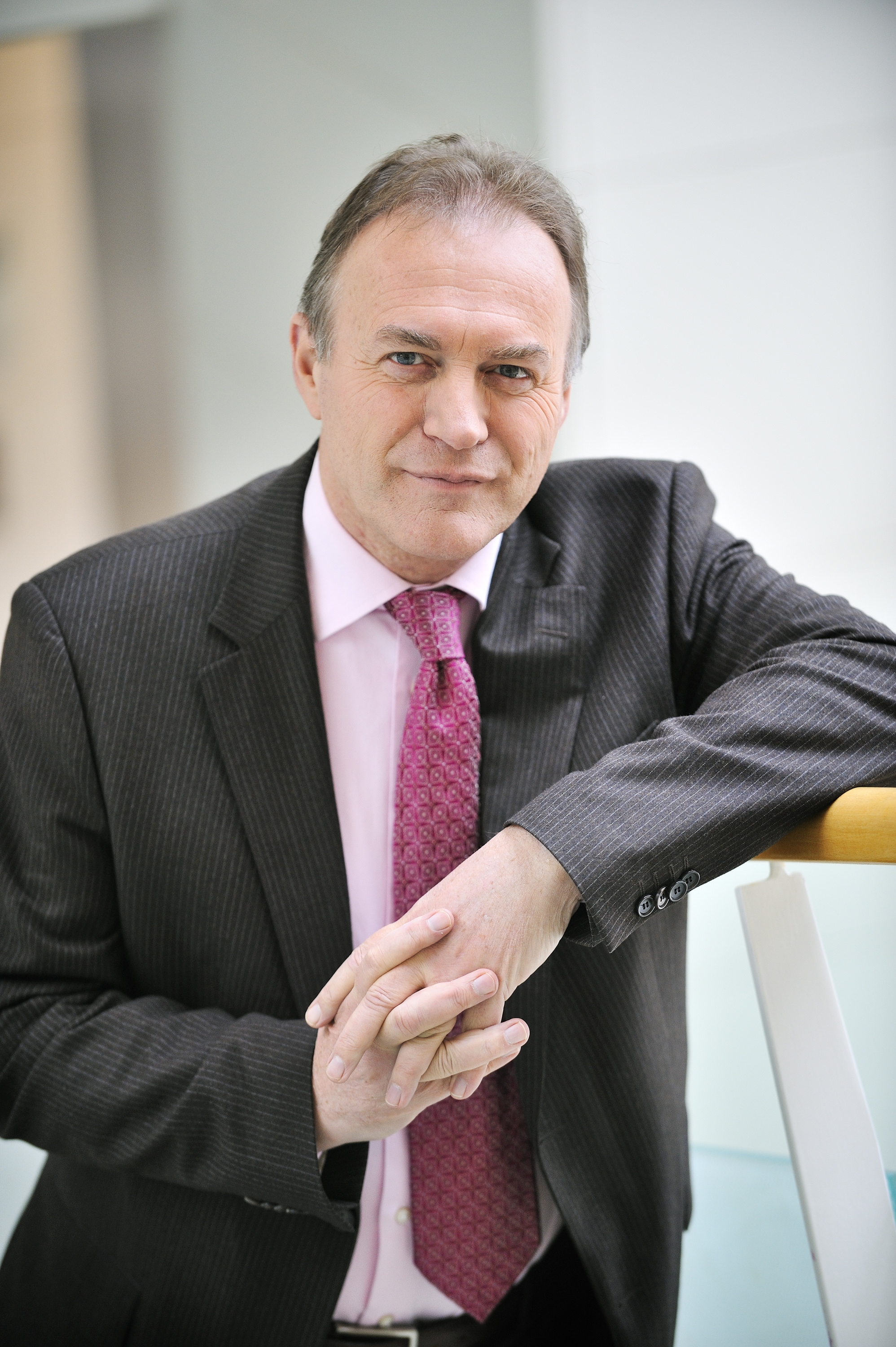
Leo Fijen,
geboren op 5 augustus

- 1 - Trevor Berbick, Jamaicaans bokser
- 3 - Corey Burton, Amerikaans stemacteur
- 3 - William Nachtegael, Belgisch atleet
- 3 - Renate Weber, Roemeens Europarlementariër, mensenrechtenactiviste en advocate
- 4 - Steve Jones, Brits atleet
- 4 - Billy Bob Thornton, Amerikaans acteur
- 5 - Leo Fijen, Nederlands programmamaker en televisiepresentator
- 5 - John Whitaker, Brits springruiter
- 6 - Gordon J. Brand, Brits golfer (overleden 2020)
- 6 - Charles Zwolsman, Nederlands autocoureur en drugshandelaar (overleden 2011)
- 8 - Herbert Prohaska, Oostenrijks voetballer en voetbaltrainer
- 9 - Rob Clerc, Nederlands dammer
- 10 - Gustavo Moscoso, Chileens voetballer en voetbalcoach
- 12 - Hein Simons, Nederlands zanger
- 14 - Ybo Buruma, Nederlands strafrechtjurist
- 15 - Paul Durkin, Engels voetbalscheidsrechter
- 15 - Romeo van Russel, Surinaams politicus
- 16 - Mario Beccia, Italiaans wielrenner
- 16 - Søren Søndergaard, Deens politicus
- 16 - Leo Vroegindeweij, Nederlands beeldhouwer
- 18 - Willem van Boxtel (Big Willem), Nederlands bestuurder motorclub No Surrender MC
- 18 - Gerard Nijboer, Nederlands atleet
- 20 - Ned Overend, Amerikaans mountainbiker
- 23 - Tanneke Hartzuiker, Nederlands danseres en actrice
- 25 - Yvette Laclé, Nederlands ex-prostituee, voorgangster, politica en hulpverleenster
- 25 - Dirk Verhofstadt, Belgisch filosoof en schrijver
- 27 - Laura Fygi, Nederlands zangeres
- 27 - Kristien Hemmerechts, Belgisch schrijfster
- 27 - Robert Bridge Richardson, Amerikaans cameraman
- 29 - Diamanda Galás, Amerikaans popzangeres
- 30 - Richard "Butch" Johnson, Amerikaans boogschutter (overleden 2024)
- 30 - Helge Schneider, Duits entertainer, komiek, muzikant, schrijver en regisseur
- 31 - Edwin Moses, Amerikaans atleet
- 31 - Ben Wijnstekers, Nederlands voetballer

### september

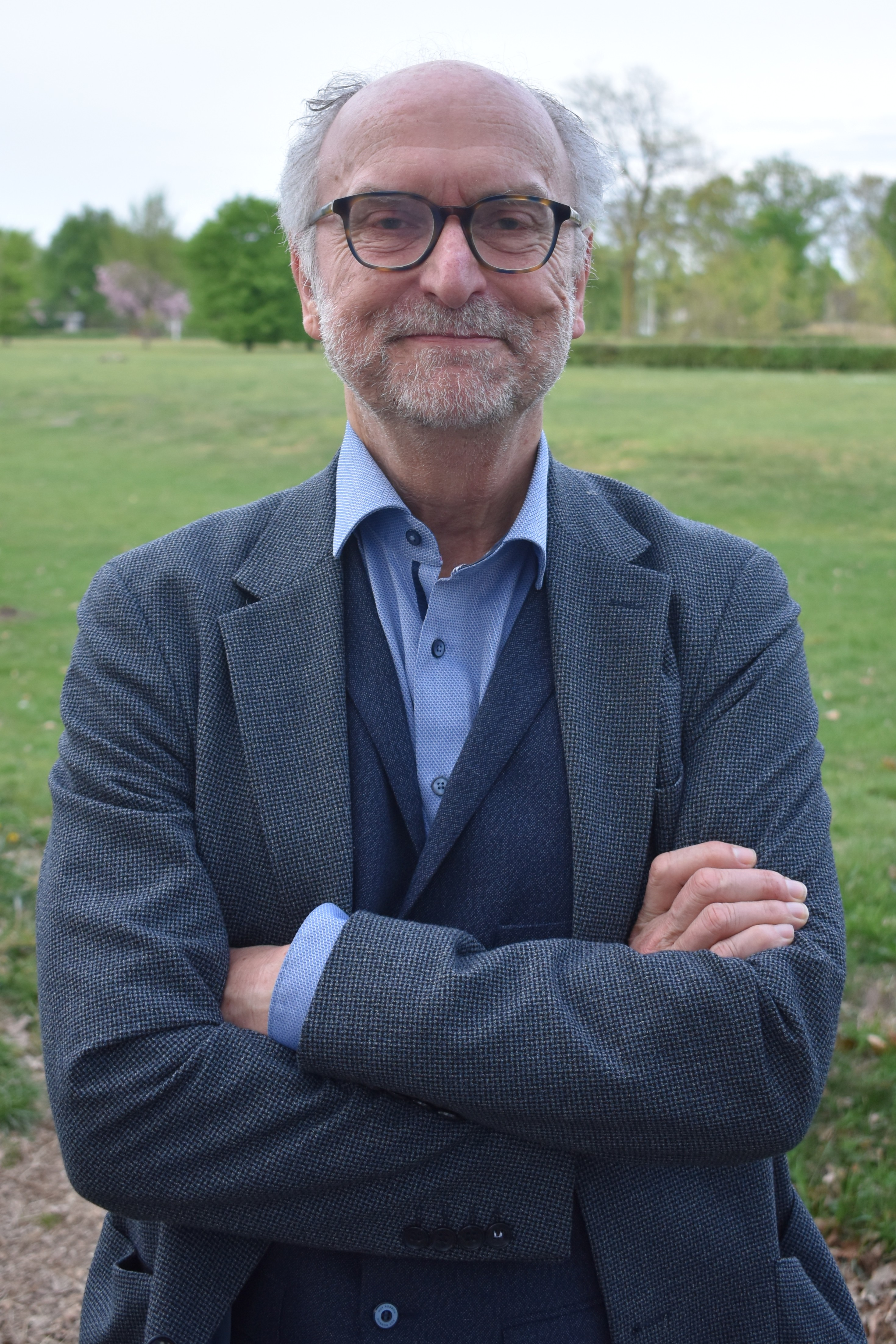
Paul Cliteur,
geboren op 6 september

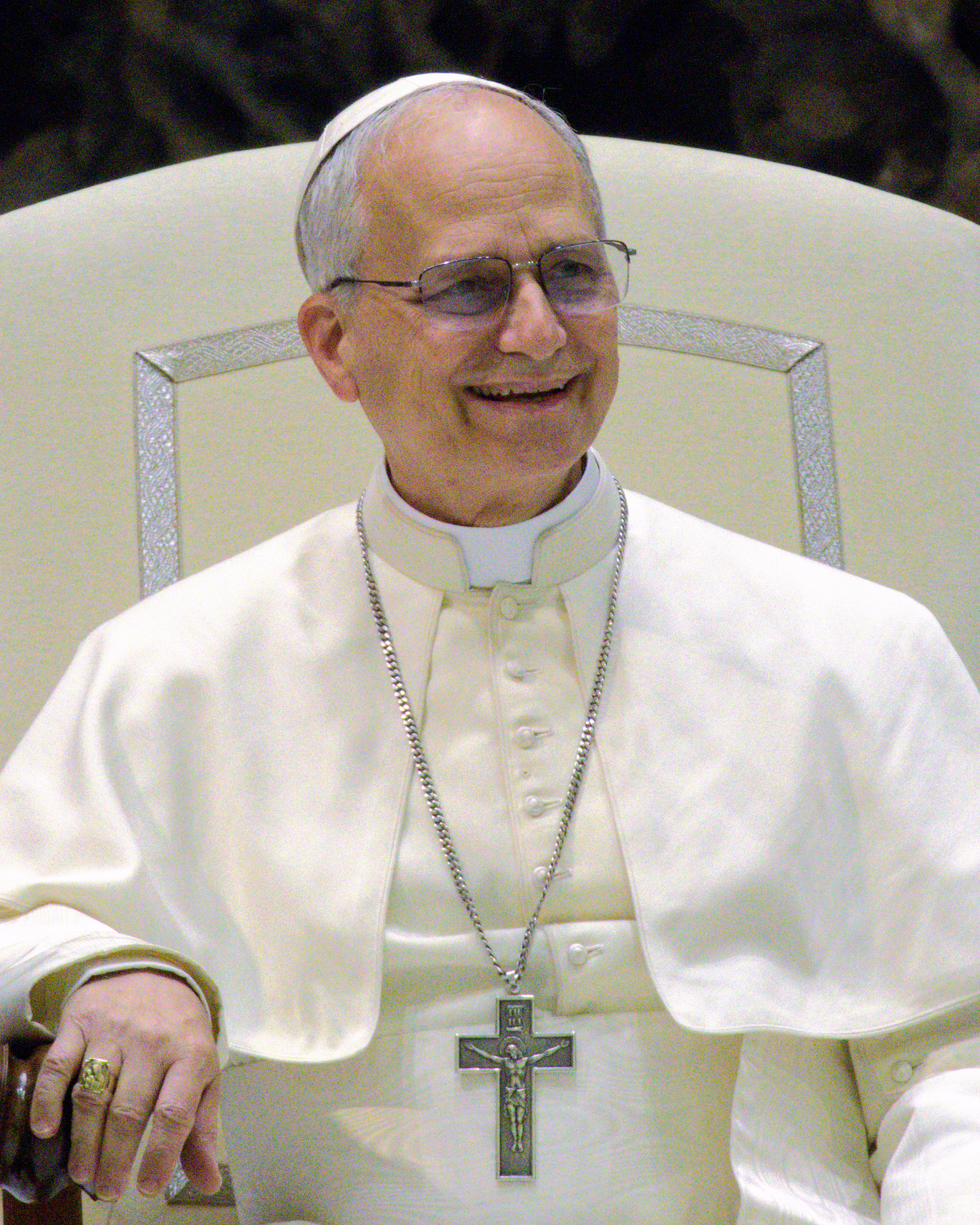
Paus Leo XIV,
geboren op 14 september

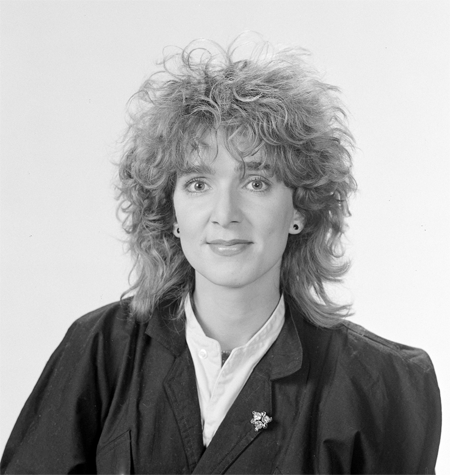
Leoni Jansen,
geboren op 18 september

- 1 - Wayne Horvitz, Amerikaans jazztoetsenist, componist en orkestleider
- 1 - Remo Sernagiotto, Italiaans politicus (overleden 2020)
- 2 - Florentsa Mihai, Roemeens tennisspeelster en tenniscoach (overleden 2015)
- 3 - Leen van Dijke, Nederlands politicus (RPF, later CU)
- 5 - John D'Orazio, Australisch politicus (overleden 2011)
- 6 - Paul Cliteur, Nederlands rechtsgeleerde, filosoof, columnist en publicist
- 7 - Mira Furlan, Kroatisch actrice en zangeres (overleden 2021)
- 8 - Julian Richings, Engels-Canadees acteur
- 9 - Marleen Mols, Belgisch atlete
- 11 - Fay Lovsky, Nederlands zangeres en componist
- 11 - Enzo Ghinazzi, artiestennaam Pupo, Italiaans zanger en tekstschrijver
- 12 - Hein van Beem, Nederlands acteur
- 12 - Peter Scolari, Amerikaans acteur, regisseur en filmproducent (overleden 2021)
- 14 - Paus Leo XIV, 267e paus van de Rooms-Katholieke Kerk
- 14 - Klaas van der Zwaag, Nederlands schrijver en journalist (overleden 2024)
- 15 - Xue Hanqin, Chinees diplomaat, hoogleraar en rechter
- 16 - Yvonne Zonderop, Nederlands journaliste en publiciste
- 18 - Albert van den Bosch, Nederlands burgemeester en politicus
- 18 - Leoni Jansen, Nederlands zangeres en presentatrice
- 19 - Piet Bruinooge, Nederlands politicus en bestuurder
- 20 - Georg Christoph Biller, Duits dirigent en Thomaskantor (overleden 2022)
- 21 - Ted van der Parre, Nederlands krachtsporter (Sterkste Man van de Wereld 1992)
- 22 - John Brennan, Amerikaans ambtenaar, CIA-directeur 2013-2017
- 23 - Şivan Perwer, Koerdisch muzikant
- 23 - Patrick Birocheau, Frans tafeltennisser
- 23 - Freddie Cavalli, Nederlands muzikant (overleden 2008)
- 23 - Kees van Vliet, Nederlands priester
- 25 - Ludo Coeck, Belgisch voetballer (overleden 1985)
- 25 - Peter Müller, Duits politicus
- 25 - Karl-Heinz Rummenigge, Duits voetballer
- 25 - Zucchero, Italiaans singer-songwriter, componist en muziekproducent
- 29 - Tjibbe Joustra, Nederlands kunstenaar
- 30 - Dirk De Cock, Vlaams politicus en leraar

### oktober

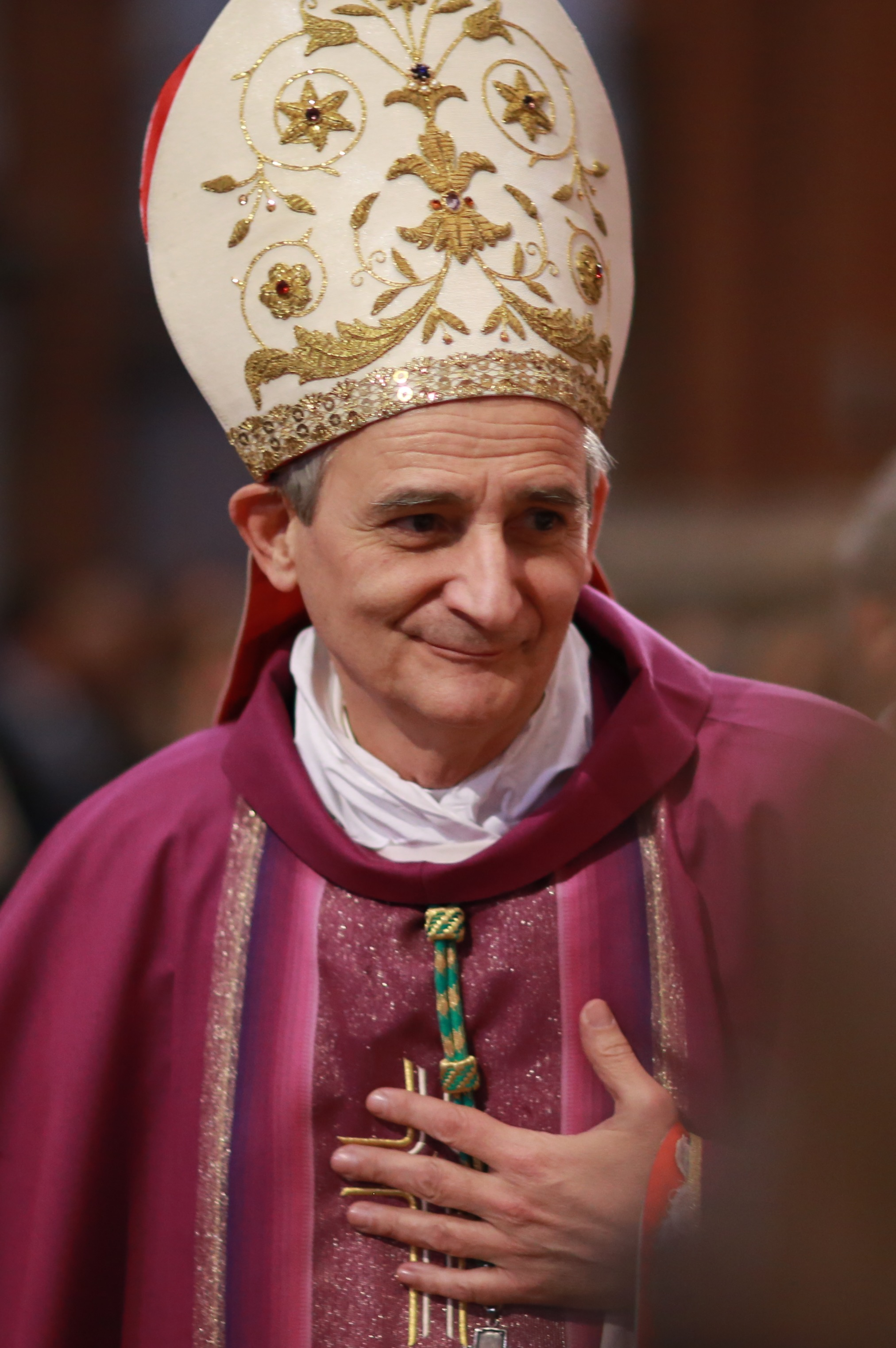
Matteo Maria Zuppi,
geboren op 11 oktober

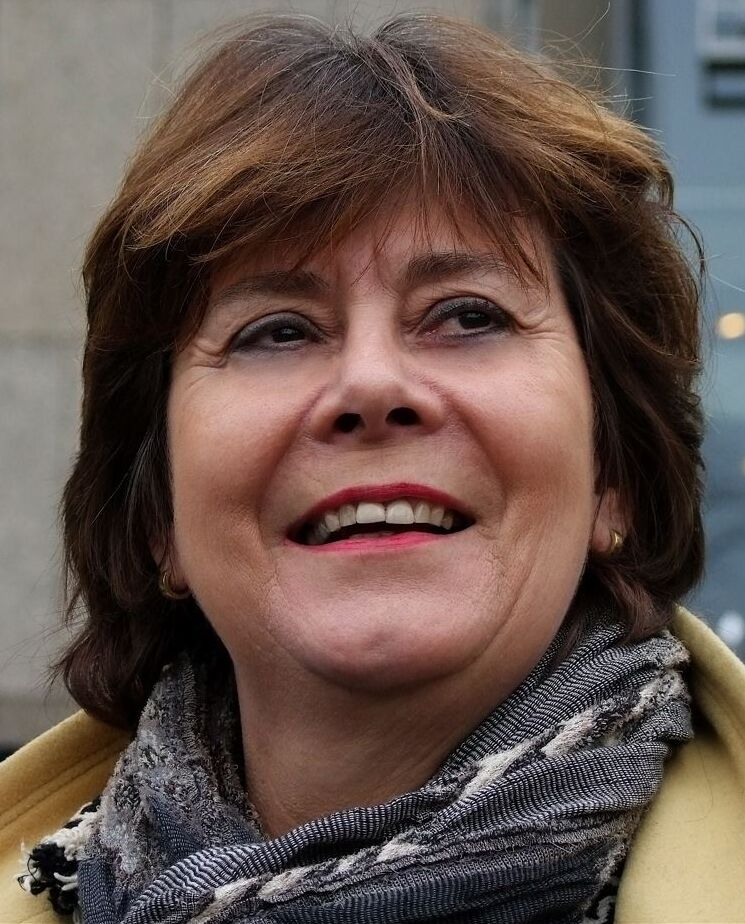
Rita Verdonk,
geboren op 18 oktober

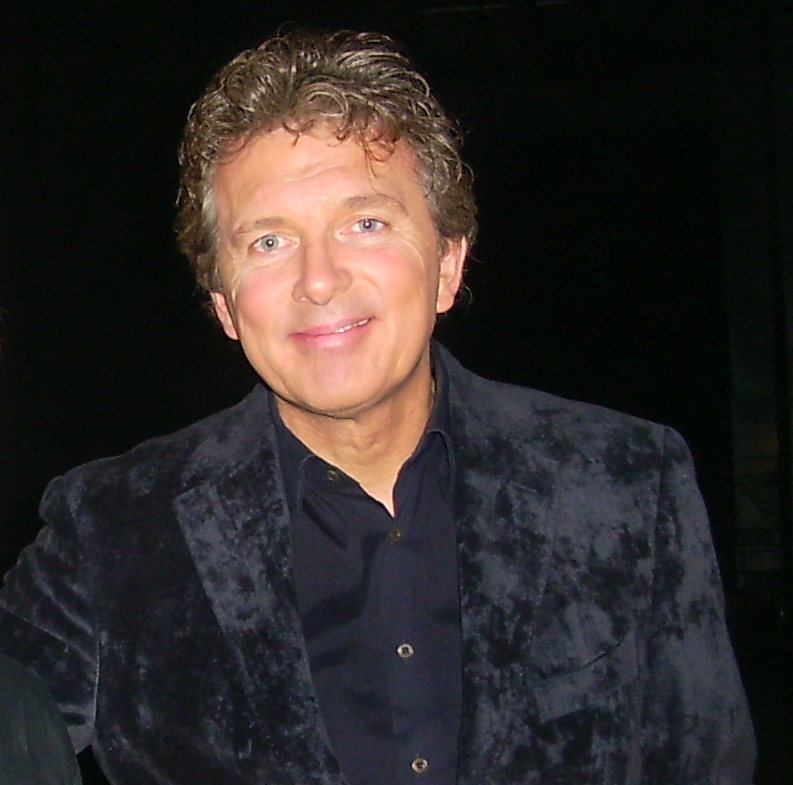
Robert ten Brink,
geboren op 20 oktober

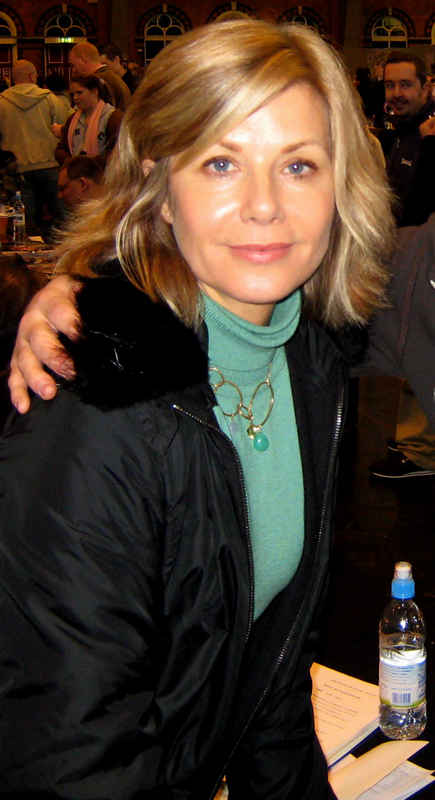
Glynis Barber,
geboren op 25 oktober

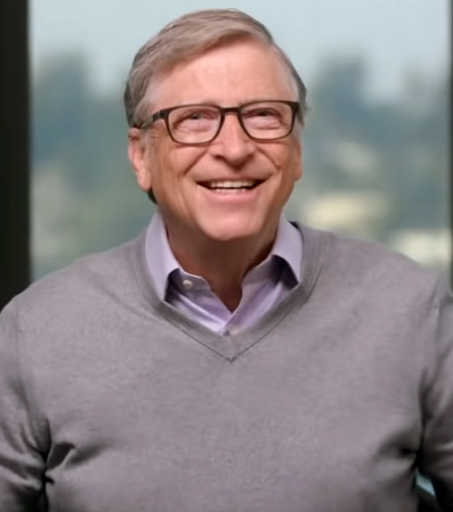
Bill Gates,
geboren op 28 oktober

- 1 - Boy Nijgh, Nederlands voetballer (overleden 2013)
- 2 - Revaz Tsjelebadze, Sovjet-Georgisch voetballer
- 4 - Branko Cikatić, Kroatisch kickbokser (overleden 2020)
- 4 - Bob Fosko, Nederlands muzikant, acteur, presentator en tekstschrijver (overleden 2020)
- 5 - Tate Armstrong, Amerikaans basketballer
- 7 - Yo Yo Ma, Chinees-Amerikaans cellist
- 7 - Johan Van Leirsberghe, Belgisch atleet
- 8 - Claudio Sulser, Zwitsers voetballer
- 9 - Gernot Jurtin, Oostenrijks voetballer (overleden 2006)
- 9 - Michael Netzer, Amerikaans striptekenaar en filosoof
- 9 - Steve Ovett, Brits atleet
- 10 - Aleksandr Boebnov, Russisch voetballer en coach
- 10 - Mike Mangold, Amerikaans piloot
- 11 - Hans-Peter Briegel, Duits voetballer
- 11 - Matteo Maria Zuppi, Italiaans kardinaal
- 12 - Ante Gotovina, Kroatisch generaal
- 12 - Dicky Brand, Nederlands beeldhouwster
- 13 - Joaquín Caparrós, Spaans voetballer en voetbalcoach
- 13 - Patrick Dewael, Belgisch politicus
- 14 - Arleen Sorkin, Amerikaans actrice (overleden 2023)
- 15 - Víctor Pecci, Paraguayaans tennisser
- 15 - Tanya Roberts, Amerikaans actrice (overleden 2021)
- 17 - Sam Bottoms, Amerikaans acteur (overleden 2008)
- 18 - Rita Verdonk, Nederlands politica (VVD; TON)
- 19 - Gary Goodfellow, Canadees-Nieuw-Zeelands motorcoureur
- 20 - Robert ten Brink, Nederlands televisiepresentator
- 22 - Lothar Hause, Oost-Duits voetballer
- 22 - Dany Verstraeten, Vlaams journalist
- 23 - Job Dragtsma, Nederlands voetbaltrainer
- 23 - Jörg Peter, Duits atleet
- 25 - Lito Lapid, Filipijns acteur en senator
- 25 - Glynis Barber, Brits actrice, geboren in Zuid-Afrika
- 26 - Jan Hoffmann, Oost-Duits kunstschaatser
- 26 - Quito Nicolaas, Arubaans schrijver en dichter
- 28 - Bill Gates, Amerikaans zakenman, grondlegger en mede-eigenaar van Microsoft
- 29 - Daniel Popović, Kroatisch zanger
- 31 - Badri Patarkatsisjvili, Georgisch zakenman en oppositieleider (overleden 2008)

### november

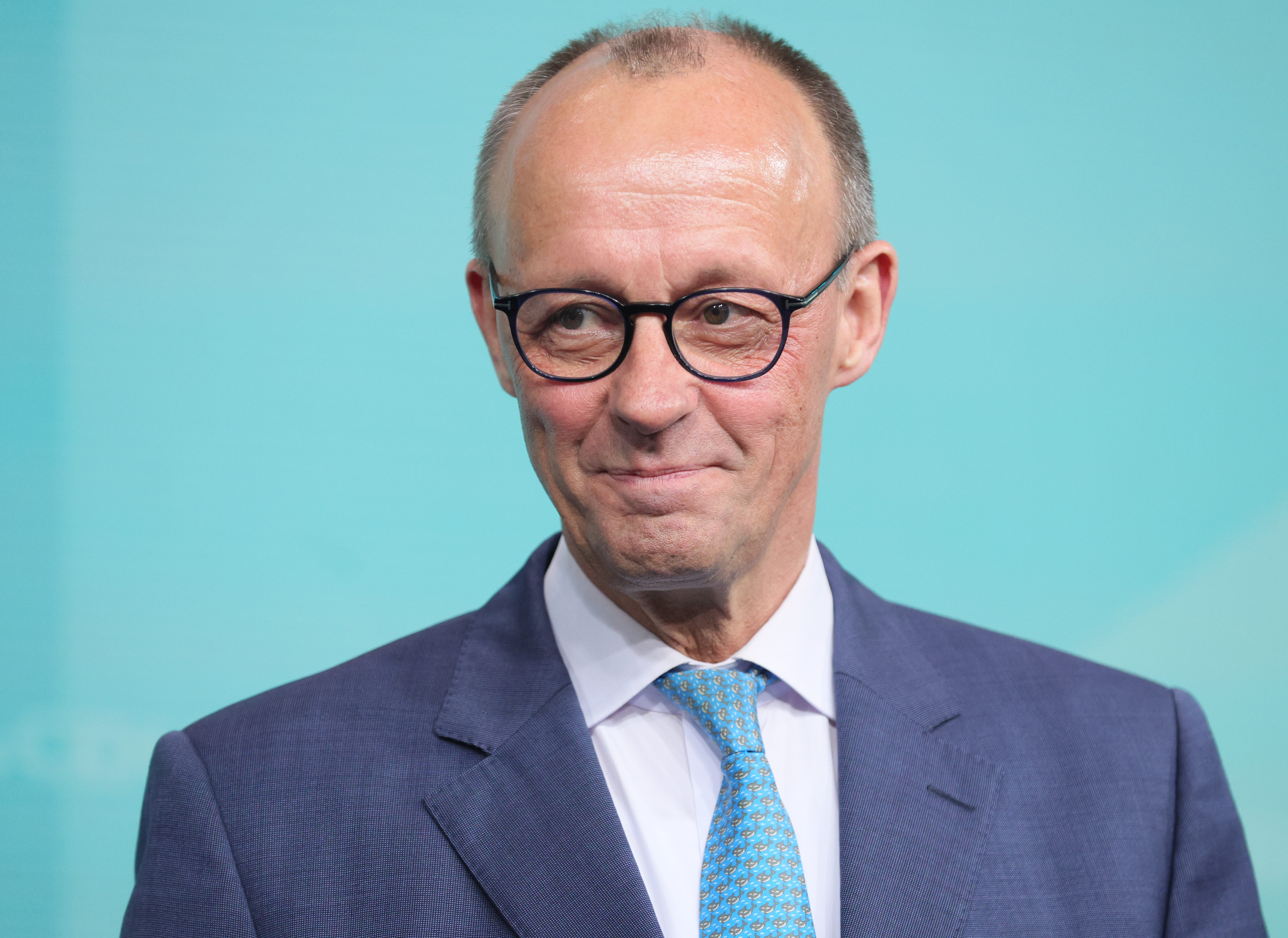
Friedrich Merz,
geboren op 11 november

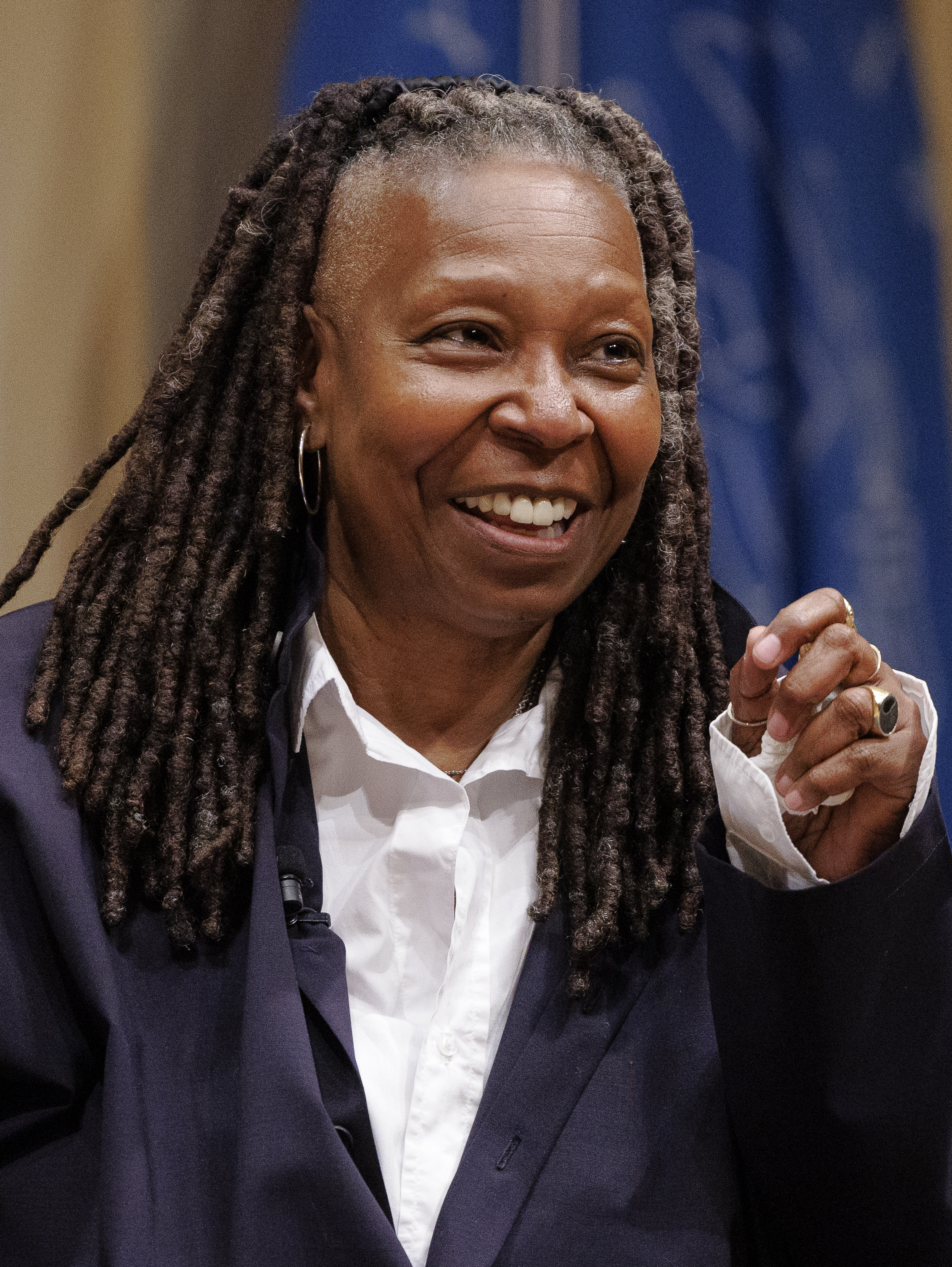
Whoopi Goldberg,
geboren op 13 november

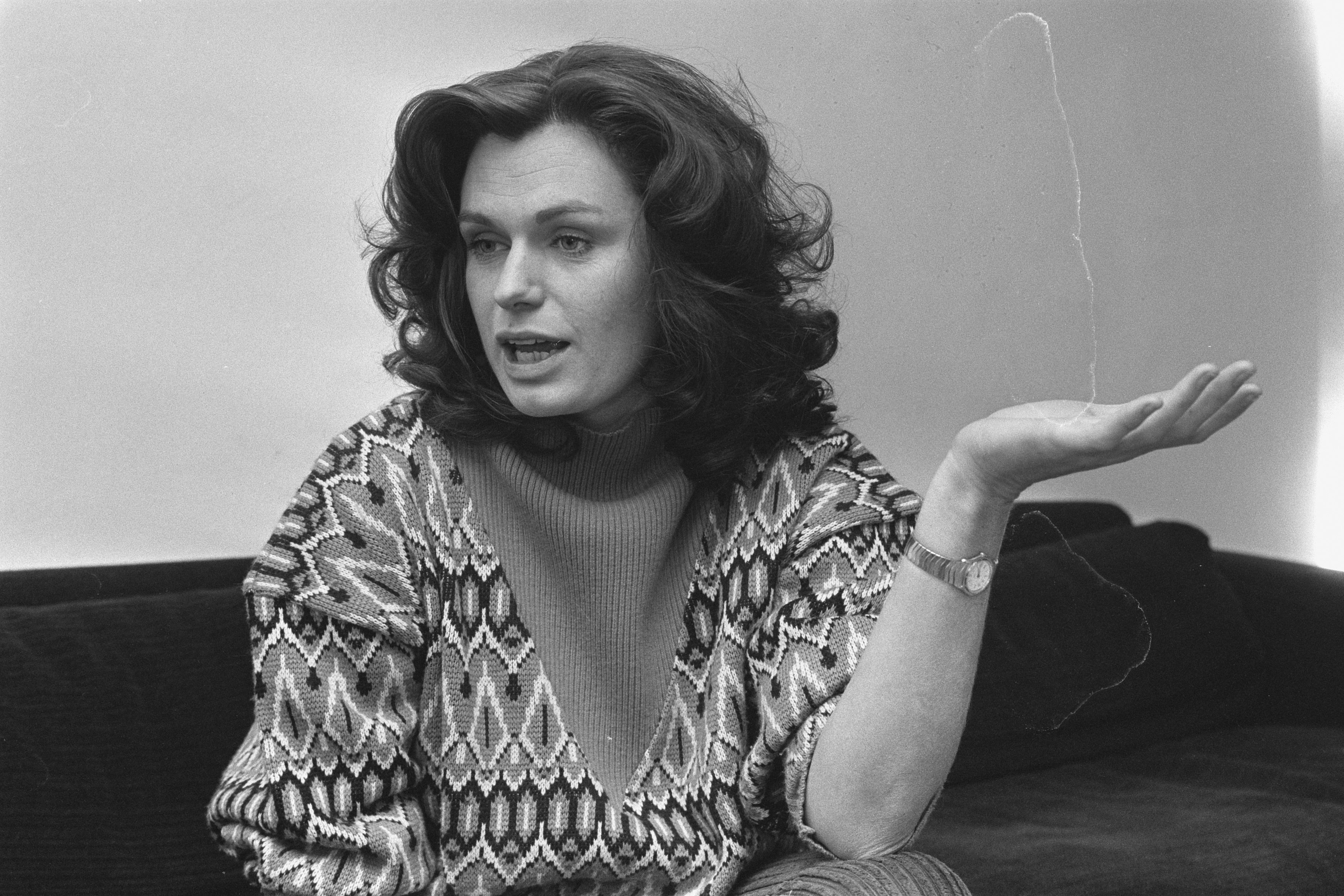
Liz Snoijink,
geboren op 19 november

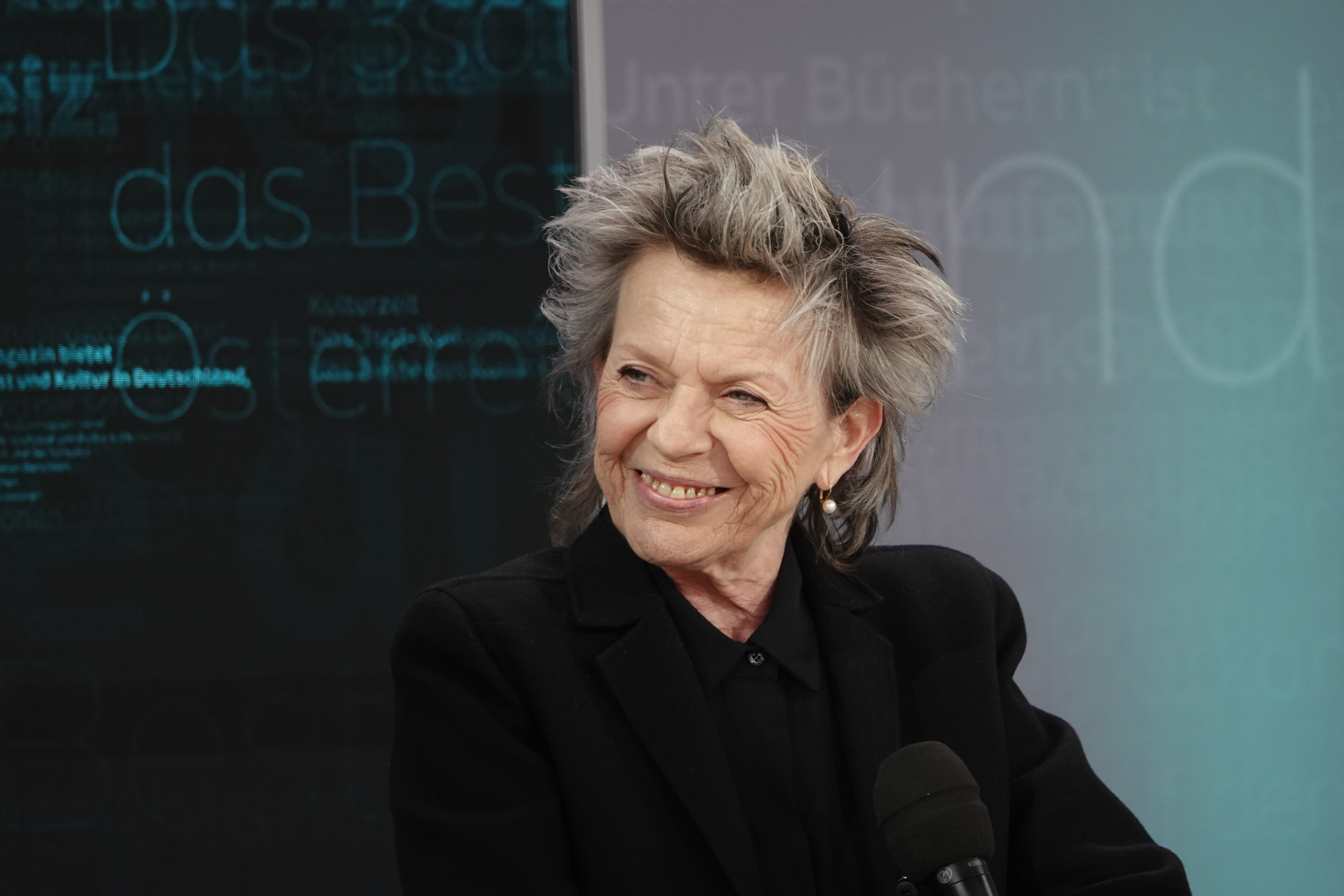
Connie Palmen,
geboren op 25 november

- 1 - Susan Fuentes, Filipijns zangeres (overleden 2013)
- 1 - Maarten van Norden, Nederlands muzikant en componist (overleden 2024)
- 3 - Michel Renquin, Belgisch voetballer en voetbaltrainer
- 4 - Allan Zachariasen, Deens atleet
- 5 - Siem van Leeuwen, Nederlands (stem)acteur en poppenspeler
- 5 - Danny Roelandt, Belgisch atleet
- 5 - Nestor Serrano, Amerikaans acteur
- 5 - Maria Shriver, Amerikaans journaliste, schrijfster en activiste
- 5 - Martin Winter, Oost-Duits roeier (overleden 1988)
- 5 - Óscar Wirth, Chileens voetballer en voetbalcoach
- 7 - Norbert Eder, Duits voetballer (overleden 2019)
- 8 - Jean-Paul Praet, Belgisch atleet
- 9 - Terry Wahls, Amerikaans medicus
- 10 - Roland Emmerich, Duits regisseur en producent
- 10 - Ed Trumpet, Nederlands atleet
- 11 - Friedrich Merz, Duits politicus (CDU) en jurist; bondskanselier vanaf mei 2025
- 13 - Whoopi Goldberg, Amerikaans actrice
- 14 - Matthias Herget, Duits voetballer
- 14 - Koichi Nakano, Japans baanwielrenner
- 15 - Karim Ressang, Nederlands zwemmer
- 16 - Albert Cluytens, Belgisch voetballer
- 16 - Héctor Cúper, Argentijns voetballer en voetbaltrainer
- 17 -Terry Verbiest, Belgisch radio- en tv-presentator en journalist (overleden 2022)
- 19 - Rasti Rostelli, Nederlands illusionist
- 19 - Liz Snoijink, Nederlands actrice
- 23 - Ludovico Einaudi, Italiaans pianist en componist
- 23 - Martine Tanghe, Vlaams journaliste en nieuwslezeres (overleden 2023)
- 24 - Najib Mikati, Libanees politicus en ondernemer
- 24 - Wanda Reisel, Nederlands schrijfster
- 25 - Connie Palmen, Nederlands schrijfster
- 28 - Alessandro Altobelli, Italiaans voetballer
- 28 - Marianne van den Boomen, Nederlands informaticus (overleden 2014)
- 29 - Hassan Sheikh Mohamud, Somalisch politicus
- 30 - Billy Idol, Amerikaans zanger

### december

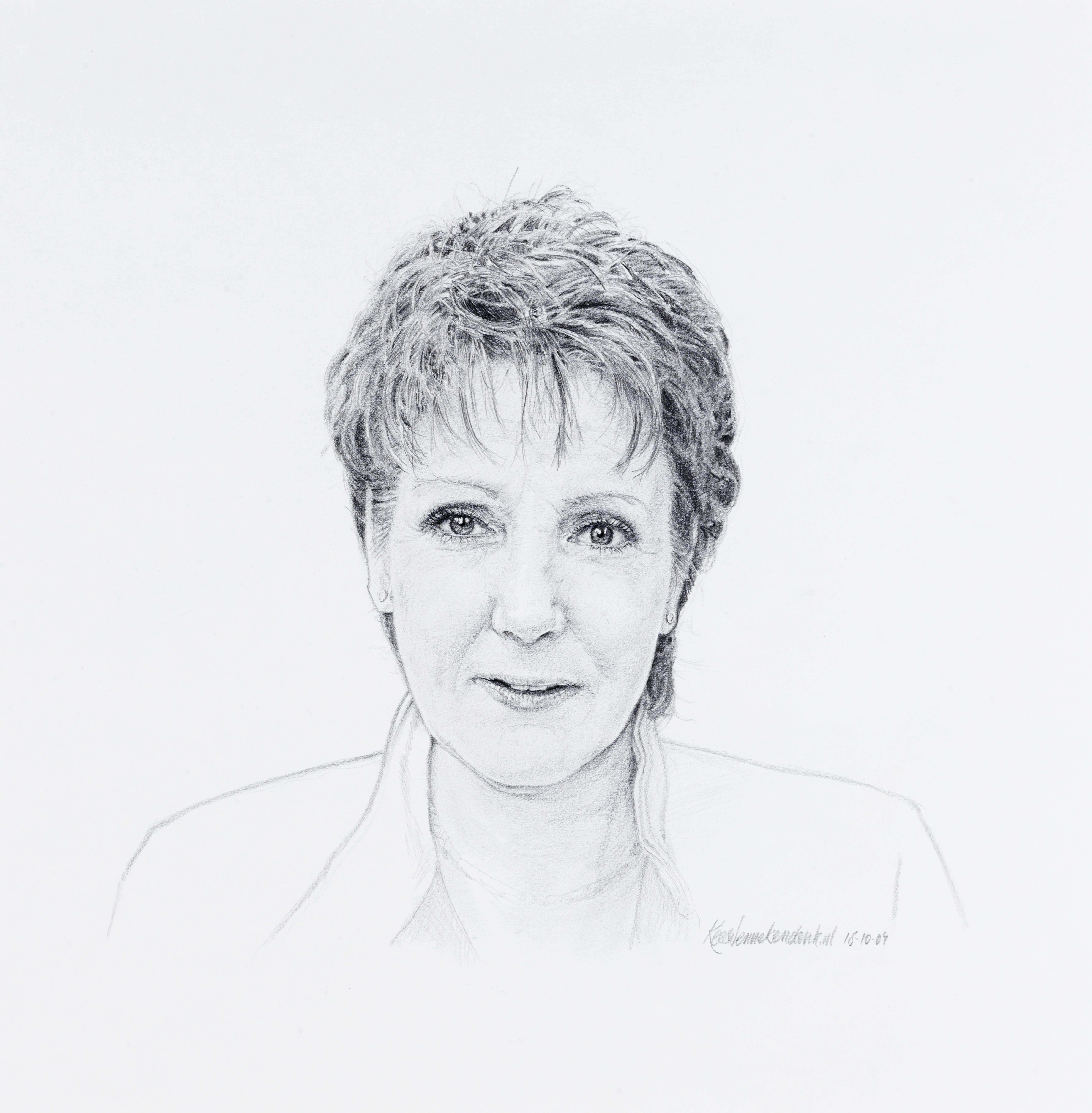
Marianne Weber,
geboren op 5 december

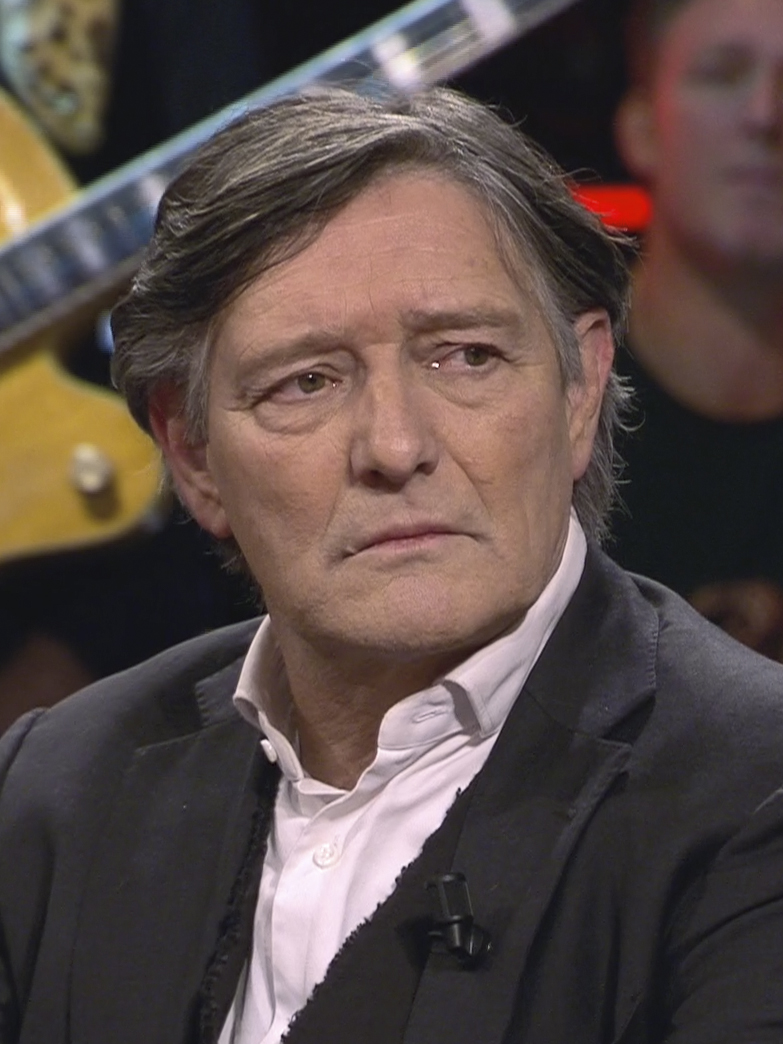
Pierre Bokma,
geboren op 20 december

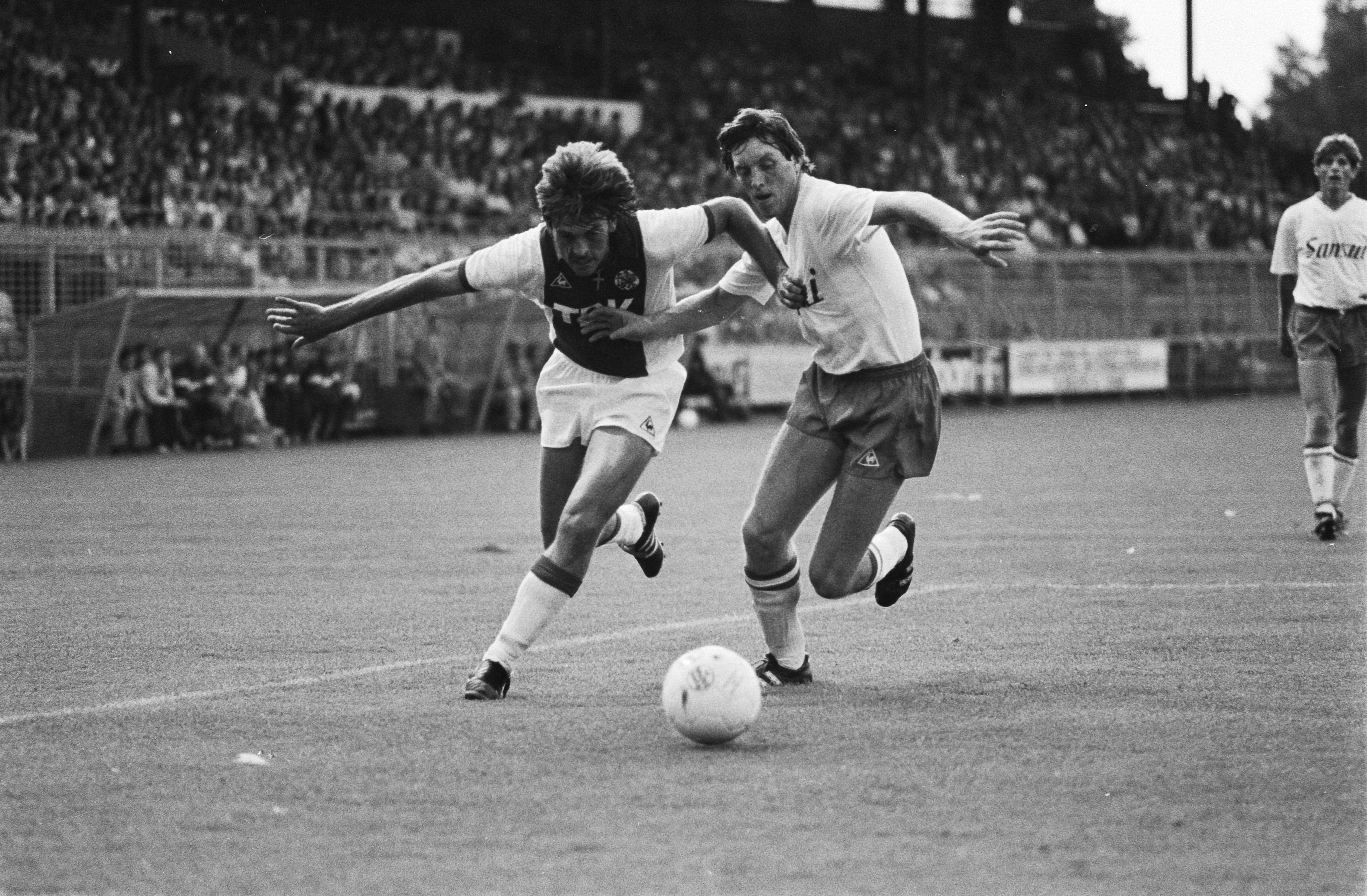
Felix Gasselich,
geboren op 21 december

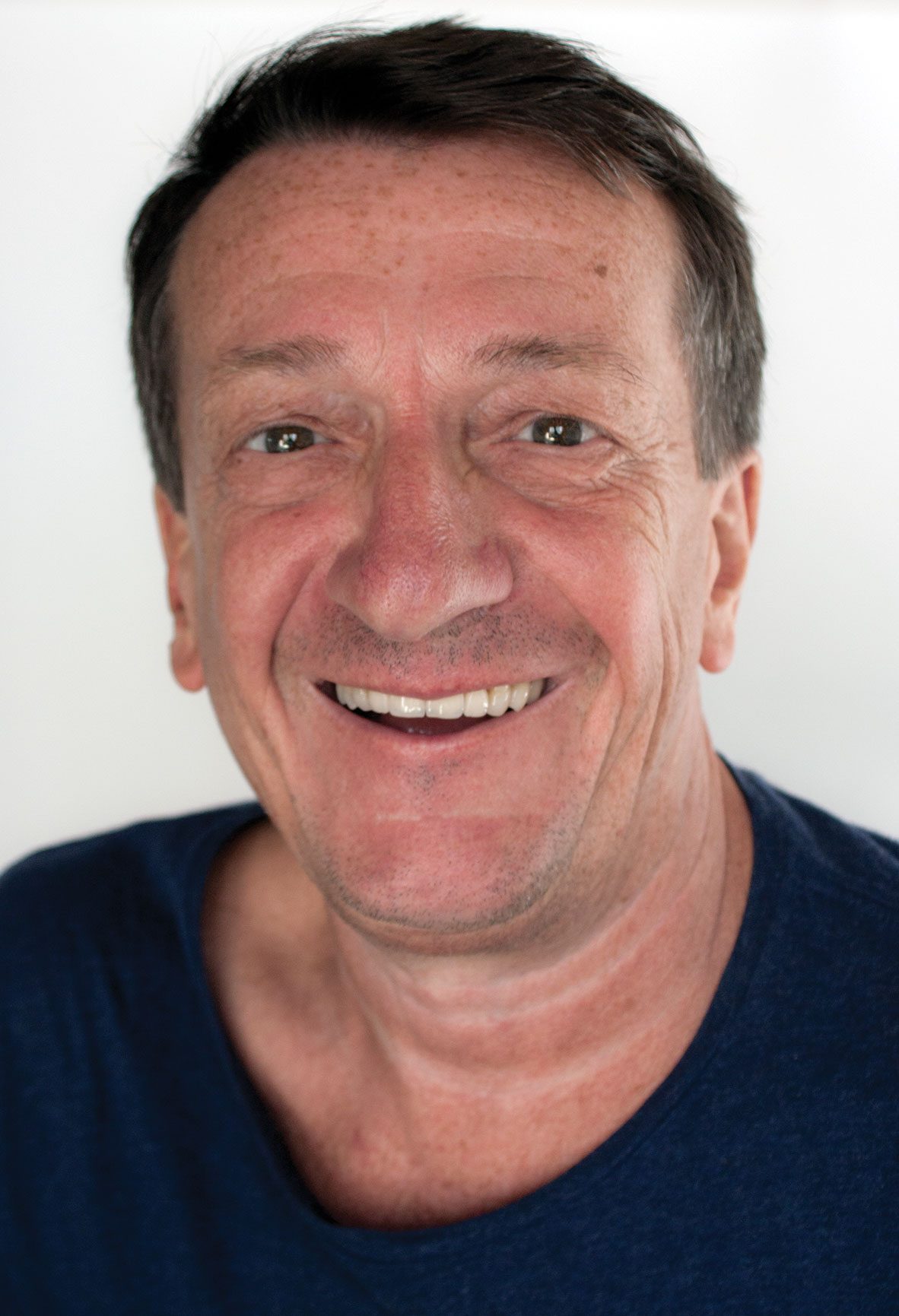
Ted van Lieshout,
geboren op 21 december

- 1 - Graham Duxbury, Zuid-Afrikaans autocoureur
- 1 - Verónica Forqué, Spaans actrice (overleden 2021)
- 2 - Charles Agius, Maltees voetbalscheidsrechter
- 4 - Yovita Meta, Indonesisch modeontwerpster
- 5 - Marianne Weber, Nederlands zangeres
- 6 - Aires Ali, Mozambikaans politicus
- 6 - Rick Buckler, Brits drummer
- 6 - Washington González, Uruguayaans voetballer
- 6 - Tony Woodcock, Engels voetballer
- 7 - Ivan Fernald, Surinaams politicus
- 8 - Ringo Lam, Hongkongs filmregisseur en -producent (overleden 2018)
- 9 - Janusz Kupcewicz, Pools voetballer (overleden 2022)
- 10 - Ana Gabriel, Mexicaans zangeres
- 13 - Paul Enquist, Amerikaans roeier
- 13 - Lutz Jacobi, Nederlands politica (PvdA)
- 13 - Glenn Roeder, Engels voetballer en voetbaltrainer (overleden 2021)
- 13 - Tim Steens, Nederlands hockeyer
- 15 - Renate Künast, Duits politica
- 15 - Henk Jan Ormel, Nederlands politicus (CDA)
- 16 - Rob Levin, Amerikaans softwareontwikkelaar (oprichter IRC-netwerk freenode, overleden 2006)
- 18 - Antoinette Jelgersma, Nederlands actrice
- 19 - Marek Dziuba, Pools voetballer
- 20 - Pierre Bokma, Nederlands acteur
- 20 - Hans-Jürgen Riediger, Oost-Duits voetballer
- 20 - Martin Schulz, Duits politicus
- 21 - Felix Gasselich, Oostenrijks voetballer
- 21 - Ted van Lieshout, Nederlands schrijver, dichter en beeldend kunstenaar
- 21 - Joyce Roodnat, Nederlands journaliste en schrijfster
- 22 - Aleid Truijens, Nederlands journaliste en publiciste
- 23 - Carol Ann Duffy, Brits dichteres en toneelschrijfster; sinds 2009 Poet Laureate
- 24 - Clarence Gilyard jr., Amerikaans acteur (overleden 2022)
- 24 - Seppo Pyykkö, Fins voetballer
- 24 - David Richardson, Amerikaans scenarioschrijver (overleden 2021)
- 28 - Yngve Slettholm, Noors componist
- 28 - Liu Xiaobo, Chinees mensenrechtenactivist en Nobelprijswinnaar (overleden 2017)
- 29 - Thierry Culliford, Belgisch stripscenarist

### datum onbekend
- Petra Blaisse, Brits-Nederlands ontwerpster
- Michiel Brandes, Nederlands musicus en componist
- Max Dohle, Nederlands schrijver en sporthistoricus
- Philomena Essed, Nederlands cultureel antropologe en hoogleraar in de VS
- Frits van Exter, Nederlands journalist
- Paul Frissen, Nederlands hoogleraar Bestuurskunde
- Isabel Hoving, jeugdboekenschrijfster
- Marleen Janssen, Nederlands hoogleraar orthopedagogiek
- Houssaine Kili, Marokkaans musicus
- Kick van der Veer, Nederlands presentator en publicist
- Ingrid Verhelst, Belgisch (Vlaams) schrijfster
- Klaas van der Zwaag, Nederlands theoloog en redacteur (overleden 2024)
- Rob Zwetsloot, Nederlands tv-presentator en programmamaker

## Weerextremen in België
- 25 februari: Van 9 tot 25 februari vallen er dagelijks sneeuwbuien in het land.
- 20 maart: Gedurende 39 opeenvolgende dagen was bodem bedekt met sneeuw in Ukkel.
- maart: Maart met laagste gemiddelde minimumtemperatuur: -0,9 °C (normaal 2,2 °C).
- 17 mei: Tornado in de streek tussen Aalst en Oudenaarde met schade op verschillende plaatsen.
- 22 mei: Vorst in Ukkel: minimumtemperatuur –0,3 °C.
- 12 juli: 86 mm neerslag in Nessonvaux (Trooz).
- 12 augustus: 76 mm neerslag in Thorembais-les-Béguines (Perwez).
- 5 november: Maximumtemperatuur 18,2 °C in Koksijde.
- 7 november: Maximumtemperatuur 20,0 °C in Maredsous (Anhée) en 20,5 °C in Gerdingen (Bree).

Bron: KMI Gegevens Ukkel 1901-2003  met aanvullingen 

## Verschenen
- Het eerste boekje van Nijntje.
- Moonraker van Ian Fleming.